# Llista d'episodis de Sailor Moon
Sailor Moon (美少女戦士セーラームーン, Bishōjo Senshi Sailor Moon), també traduïda al català com Marinera Lluna, és un manga shojo creat per Naoko Takeuchi l'any 1992. A Catalunya, la sèrie fou estrenada l'1 d'octubre de 2001 fins al 16 de juliol de 2002 pel canal K3 i, a partir del 23 de desembre de 2013, es va tornar a emetre al Canal Super 3. Des del 5 de juliol del 2014 es va transmetre en simultània un nou anime anomenat Pretty Guardian Sailor Moon Crystal per commemorar els 20 anys de Sailor Moon.

## Llista d'episodis
La següent llista d'episodis de 200 episodis correspon a la numeració proporcionada per Televisió de Catalunya.

### Sailor Moon
| # | Títol en català | Data d'estrena al Japó | Data d'estrena a Catalunya |
| --- | --- | ---------------------- | -------------------------- |
| 1 | La ploramiques es converteix en guerrera Nakimushi Usagi no Karei naru Henshin (泣き虫うさぎの華麗なる変身)                                       | 7 de març de 1992      | 1 d'octubre de 2001        |
| La vida de la Bunny, somiatruites i ploramiques de mena, està a punt de fer un canvi radical. Avui salvarà la Lluna, una gata molt especial que la convertirà en la Marinera Lluna, la guerrera de l'amor i de la justícia. La primera missió serà salvar la mare de la Naru, la seva millor amiga. Abans, però, haurà d'aprendre a fer servir tots els seus poders!                                      | |                        |                            |
| 2 | La casa de l'endevina és el niu dels monstres Oshioki yo! Uranai hausu wa yōma no yakata (おしおきよ！ 占いハウスは妖魔の館)                      | 14 de març de 1992     | 2 d'octubre de 2001        |
| La malèfica reina Perill ha demanat a en Jedite que, mentre no aconsegueixen el Cristall de Plata, reculli una gran quantitat d'energia humana per al seu gran cabdill. Ho farà a través d'una endevina, que enlloc de predir el futur, es dedica a hipnotitzar els que la van a veure per xuclar-los tota l'energia. És evident que a la Casa de l'Endevina hi passa alguna cosa!                        | |                        |                            |
| 3 | Salvem les noies enamorades! Nazo no nemuri-byō, mamore otome no koisuru kokoro (謎のねむり病、守れ乙女の恋する心)                                | 21 de març de 1992     | 4 d'octubre de 2001        |
| En Jedite, decidit més que mai a recollir energia humana per al seu gran cabdill, ha engegat un consultori radiofònic perquè li enviïn cartes d'amor. A canvi, reparteix uns penjolls anomenats Fermall de la Flor que et xuclen tota l'energia. La primera de caure a la trampa serà la mestra de la Bunny, la Haruna, i l'hi seguirà la Naru, la seva millor amiga!                                     | |                        |                            |
| 4 | (Episodi no emès a Catalunya) Usagi ga oshiemasu! Surimu ni naru hō (うさぎが教えます！ スリムになる法)                                           | 28 de març de 1992     | -                          |
| Nota: Aquest episodi no s'ha emès mai en la majoria de les distribucions internacionals de la sèrie per causa del seu contingut. | |                        |                            |
| 5 | La misteriosa fragància de les xaneles et roba l'amor Yōma no kaori! Shanēra wa ai o nusumu (妖魔の香り！ シャネーラは愛を盗む)                   | 11 d'abril de 1992     | 5 d'octubre de 2001        |
| La Bunny vol que acceptin la Lluna com a mascota de casa, però en Shingo, el seu germà, que no suporta els gats, ha decidit buscar-se'n una altra i s'ha comprat una xanela, un animaló que desprèn una olor ben curiosa. Ben aviat la Marinera Lluna descobrirà que és un altre pla malèfic d'en Jedite per recollir energia humana per al seu gran cabdill!                                             | |                        |                            |
| 6 | Si estimes no et rendeixis. La Bunny fa de cupido Mamore koi no kyoku! Usagi wa kyūpiddo (守れ恋の曲！ うさぎはキューピッド)                      | 18 d'abril de 1992     | 8 d'octubre de 2001        |
| L'últim pla d'en Jedite per xuclar l'energia dels humans és fer servir ones supersòniques subliminars, però resulta que per error han anat a parar a mans de l'Amade, un músic de jazz que la Bunny haurà de protegir d'un monstre que el persegueix. Amb el Poder de la Lluna es transformarà en una noia gran i tindrà una oportunitat única per veure com és el món dels adults!                       | |                        |                            |
| 7 | El llarg camí de la Bunny vers la fama Usagi hansei! Sutā no michi wa kibishī (うさぎ反省！ スターの道はきびしい)                                 | 25 d'abril de 1992     | 9 d'octubre de 2001        |
| En Jedite ha fet que un ésser maligne posseeixi el cos de la Mikan Shiratori, una estrella del pop que organitzarà el Concurs de la Ventafocs i farà que un munt de persones es pensin que són famoses i deixin la feina i els estudis. La Bunny també es presentarà al concurs, però haurà de comptar amb l'ajuda de l'Antifaç de Gala si en vol sortir sencera!                                         | |                        |                            |
| 8 | Un geni malvat? Terror al seminari rentacervells Tensai shōjo wa yōmana no? Kyōfu no sen'nō juku (天才少女は妖魔なの？ 恐怖の洗脳塾)              | 2 de maig de 1992      | 10 d'octubre de 2001       |
| La Bunny ha començat a sospitar de l'Ami Mizuno, una nena superdotada que va a la mateixa escola que ella. Un bon dia, la segueix fins a l'acadèmia on l'Ami va a les tardes per tornar-li un disquet que s'ha descuidat i descobreix que en Jedite també li va al darrere. Aviat la Bunny s'endurà una sorpresa increïble amb l'Ami! Pot ser que també sigui una guerrera?!                              | |                        |                            |
| 9 | Vés amb compte amb el rellotge que accelera Usagi no sainan! Awate tokei ni goyōshin (うさぎの災難！ あわて時計にご用心)                          | 9 de maig de 1992      | 11 d'octubre de 2001       |
| En Jedite ha descobert que l'energia dels humans augmenta quan tenen pressa, per això ha decidit crear una marca de rellotges per prendre'ls el temps... i l'energia! La mare de la Bunny serà una de les primeres víctimes, però aviat l'Ami descobrirà on venen els rellotges i les dues guerreres, la Marinera Lluna i la Marinera Mercuri, entraran en acció!                                         | |                        |                            |
| 10 | L'autobús maleït: Mart, la guerrera del foc Norowareta basu! Honō no senshi māzu tōjō (呪われたバス! 炎の戦士マーズ登場)                          | 16 de maig de 1992     | 12 d'octubre de 2001       |
| Arran de la desaparició de molts autobusos a prop del temple de Hikawa, la Bunny i l'Ami decideixen investigar els fets i coneixen la Ray, la neta del sacerdot del temple, una noia amb uns poders especials que aviat es podria convertir en la tercera guerrera. Abans, però, hauran d'aturar en Jedite, que aquest cop va darrere de l'energia de les noies enamorades!                               | |                        |                            |
| 11 | La batalla de la Bunny i la Ray, malson al país dels somnis Usagi to rei taiketsu? Yume rando no akumu (うさぎとレイ対決？ 夢ランドの悪夢)        | 23 de maig de 1992     | 15 d'octubre de 2001       |
| La reina Perill comença a estar tipa dels errors d'en Jedite i l'ha amenaçat d'eliminar-lo, per això ha decidit inaugurar un parc d'atraccions d'on aviat comença a desaparèixer molta gent. Les tres guerreres aniran a investigar-ho i, després de tenir-se-les amb la Bunny, la Ray començarà a sospitar de l'Antifaç de Gala, el misteriós emmascarat que sempre les rescata.                         | |                        |                            |
| 12 | M'agradaria sortir amb un noi. Atrapades en un creuer de luxe Watashi datte kare ga hoshī! Gōka-sen no wana (私だって彼が欲しい！ 豪華船のワナ)   | 30 de maig de 1992     | 16 d'octubre de 2001       |
| En Jedite, aquest cop amb l'ajuda d'en Titis, ha decidit organitzar un creuer romàntic per xuclar l'energia de les parelles enamorades. Casualment, la Ray ha guanyat un bitllet per a dues persones per anar al creuer, però, per fer-li la punyeta a la Bunny, hi ha convidat l'Ami. La Bunny se les ha empescat per no perdre-se'l... i ben aviat començaran les sorpreses!                            | |                        |                            |
| 13 | Unim-nos, noies! La fi d'en Jedite On'nanoko wa danketsu yo! Jedaito no saigo (女の子は団結よ！ ジェダイトの最期)                                 | 6 de juny de 1992      | 17 d'octubre de 2001       |
| La reina Perill ha perdut la paciència amb en Jedite i li ha donat una última oportunitat per acabar amb les tres guerreres. Ell les ha citat de matinada a l'aeroport de Haneda i, aquesta vegada, per fi en podria descobrir la identitat. El que no saben les guerreres és que la reina Perill ja té a punt un nou enemic per a elles, el poderós Neflite!                                             | |                        |                            |
| 14 | Un enemic nou i poderós, en Neflite, ha arribat amb el blasó maligne Aratanaru kyōteki, nefuraito ma no monshō (新たなる強敵、ネフライト魔の紋章) | 13 de juny de 1992     | 19 d'octubre de 2001       |
| En Neflite, que a partir d'ara substituirà en Jedite, té el poder de llegir el moviment de les estrelles i, d'aquesta manera, triar la víctima que té el nivell més alt d'energia. La primera serà la Rui, una tenista amiga de la Naru. Per acostar-s'hi, en Neflite es farà passar per en Masato Sanjoin, entrenador de tenis i lladre d'energia professional!                                          | |                        |                            |
| 15 | La Bunny es posa histèrica. La Ray té una cita amb un noi! Usagi Aseru! Rei-chan hatsu dēto (うさぎアセる！ レイちゃん初デート)                   | 20 de juny de 1992     | 22 d'octubre de 2001       |
| En Neflite acaba de localitzar el seu pròxim objectiu, el senyor Kunitachi, amic de l'Ami i encarregat d'un parc que estan a punt de vendre per construir-hi edificis d'oficines. Abans no destrueixin el parc, la Ray hi anirà amb en Mamoru, però la Bunny, molt gelosa, els seguirà. Per sort, quan el Servent Maligne posseeixi en Kunitachi, les tres guerreres entraran en acció!                   | |                        |                            |
| 16 | Un vestit blanc de casament. La Bunny es converteix en núvia Junpaku doresu no yume! Usagi hanayome ni naru (純白ドレスの夢!うさぎ花嫁になる)     | 27 de juny de 1992     | 23 d'octubre de 2001       |
| El pròxim objectiu d'en Neflite serà la Higure Akiyama, la professora de costura de la Bunny i companyia, que està a punt de casar-se! Per poder-la posseir, organitzarà un concurs de vestits de núvia fets a mà amb un premi molt especial: una magnífica festa de casament amb tot pagat! I si el guanya la Bunny?! Te la imagines vestida de núvia?!                                                  | |                        |                            |
| 17 | La Bunny, model? Un fotògraf malvat Moderu wa usagi? Yōma kamera no nessha (モデルはうさぎ?妖魔カメラの熱写)                                      | 4 de juliol de 1992    | 24 d'octubre de 2001       |
| La Bunny, a qui ara se li ha ficat entre cella i cella que vol ser model, es deixarà fotografiar per en Takahito Shinokawa, que ben aviat arribarà al seu punt màxim d'energia i es convertirà en el pròxim objectiu d'en Neflite. Quan la Bunny descobreix que tot plegat forma part d'un pla maligne del Regne Obscur, de seguida es posa en contacte amb l'Ami i la Ray.                               | |                        |                            |
| 18 | L'amor d'en Shingo: la nina trista Shingo no junjō! Kanashimi no Furansu ningyō (進悟の純情!哀しみのフランス人形)                                 | 11 de juliol de 1992   | 25 d'octubre de 2001       |
| Després de rebutjar l'ajuda d'en Zoysite, un dels 4 grans comandants del Regne Obscur, en Neflite decideix dur a terme un dels seus plans més despietats. Aquesta vegada el seu objectiu serà la Mika Kayama, una companya de classe d'en Shingo, el germà petit de la Bunny, que es dedica a dissenyar nines i que, si les tres guerreres no ho impedeixen, ben aviat es quedarà sense energia!          | |                        |                            |
| 19 | La Bunny, impressionada: una carta d'amor de l'Antifaç de Gala Usagi kangeki! Takishīdo kamen no koibumi (うさぎ感激!タキシード仮面の恋文)        | 26 de juliol de 1992   | 26 d'octubre de 2001       |
| En Neflite ha descobert que el punt feble de la Marinera Lluna és l'Antifaç de Gala, per això ha decidit fer-se passar per ell i enviar cartes d'amor a tot de noies per parar una trampa a la Bunny i eliminar-la d'una vegada. La Naru, que està convençuda que l'Antifaç de Gala és el seu estimat Masato Sanjoin, no pensa faltar a la cita! Avui pot passar de tot!                                  | |                        |                            |
| 20 | L'estiu, el mar, noies i... també fantasmes Natsu yo umi yo seishun yo! Omake ni yūrei mo yo! (夏よ海よ青春よ!おまけに幽霊もよ!)                  | 1 d'agost de 1992      | 29 d'octubre de 2001       |
| La Bunny, l'Ami i la Ray, les tres guerreres, han decidit anar-se'n a una platja privada per entrenar-se i poder estar més ben preparades per derrotar els éssers malignes del Regne Obscur. A l'hostal on s'estan hi coneixeran la Sakiko, una nena amb uns poders sobrenaturals que és capaç, fins i tot, de despertar els fantasmes!                                                                   | |                        |                            |
| 21 | Salvem els somnis dels nens! Kodomodachi no yume mamore! Anime ni musubu yūjō (子供達の夢守れ!アニメに結ぶ友情)                                   | 8 d'agost de 1992      | 30 d'octubre de 2001       |
| La Hiromi i la Kazuko són dues noies que fan de dibuixants de la Cinquena Marinera, una obra mestra de les pel·lícules d'animació, que està a punt d'estrenar-se. Les forces malignes més poderoses d'en Neflite aviat arribaran a l'estudi de les dues amigues, que, per culpa d'un llapis, podrien veure afectada la seva amistat... i la seva carrera!                                                 | |                        |                            |
| 22 | El primer petó de la Bunny Gekka no romansu! Usagi no hatsu kisu (月下のロマンス!うさぎの初キス)                                                  | 15 d'agost de 1992     | 31 d'octubre de 2001       |
| La Reina Perill està convençuda que el Tresor Reial del Regne dels Diamants és el Cristall de Plata. Si l'aconsegueix, el seu Gran Cabdill ressuscitarà i el Regne Obscur de les Tenebres tornarà a dominar el món. Aquesta nit una princesa fa una festa per mostrar el Cristall a la família, l'oportunitat perfecta per robar-lo! No hi faltarà ningú!                                                 | |                        |                            |
| 23 | Demana un desig a una estrella. Primer amor de la Naru Nagare hoshininegaiwo! Naru-chan no jun'ai (流れ星に願いを!なるちゃんの純愛)               | 22 d'agost de 1992     | 1 de novembre de 2001      |
| En Neflite ha creat el Cristall Negre per trobar el Cristall Sagrat de Plata i ara està convençut que el té la Naru. La Bunny la intenta convèncer que en Neflite és dolent, però ja és massa tard, perquè la Naru se n'ha enamorat. La Zoïsita i en Kunzit els segueixen de prop amb la intenció de robar-los el Cristall i eliminar-los, però en Neflite els té una sorpresa amagada.                   | |                        |                            |
| 24 | En Neflite es mor per la Naru Naru-chan gōkyū! Nefuraito ai no shi (なるちゃん号泣!ネフライト愛の死)                                              | 29 d'agost de 1992     | 2 de novembre de 2001      |
| La Naru i en Neflite es continuen veient d'amagat i comencen a entendre què és l'amor. En Neflite fins i tot confessa que a partir d'ara s'unirà a la marinera Lluna i les altres guerreres per lluitar contra el Regne Obscur de les Tenebres. Un altre atac dels homes de la Zoïsita pot posar en perill la vida dels dos amants i en Neflite es podria sacrificar per la Naru.                         | |                        |                            |
| 25 | Una noia enèrgica. La Júpiter està enamorada Koisuru kairikishōjo, jupitā-chan (恋する怪力少女, ジュピターちゃん)                                 | 5 de setembre de 1992  | 5 de novembre de 2001      |
| La Reina Perill ha descobert que el seu gran enemic va empresonar els Set Guerrers Malèfics en set fragments del Cristall Sagrat de Plata i els va llançar a la Terra en forma de reencarnació humana. Per tornar tota la força al Gran Cabdill ha de trobar els set fragments, els Cristalls Irisats. Avui la Bunny coneixerà la Makoto, la marinera Júpiter!                                            | |                        |                            |
| 26 | L'amistat de la Bunny fa que la Naru torni a somriure Naru chan ni egao o! Usagi no yūjō (なるちゃんに笑顔を!うさぎの友情)                        | 12 de setembre de 1992 | 6 de novembre de 2001      |
| La Naru està molt trista per la pèrdua d'en Neflite i decideix anar a parlar amb un sacerdot perquè li doni consells. Aviat, però, la Zoïsita descobrirà que el sacerdot té el segon Cristall Irisat. D'altra banda, en Mamoru, que continua tenint moltes visions, descobreix que en una altra època va ser l'Antifaç de Gala i s'emporta el segon Cristall Irisat.                                      | |                        |                            |
| 27 | Un noi amb poders sobrenaturals s'enamora de l'Ami Amichan e no koi!? Mirai yochi no shōnen (亜美ちゃんへの恋!?未来予知の少年)                    | 10 d'octubre de 1992   | 7 de novembre de 2001      |
| L'Ami s'ha quedat molt sorpresa de saber que hi ha un noi que treu més bones notes que ella. Es diu Ryo Urawa, té el poder de predir el futur i està enamorat de l'Ami, però no s'hi vol acostar perquè és un dels Set Guerrers Malèfics i és conscient del perill que suposaria per a ella. Aviat apareixerà la Zoïsita i l'Ami el defensarà amb el seu Poder de Mercuri.                                | |                        |                            |
| 28 | La Bunny i en Mamoru en una imatge d'amor? Koi no irasuto, usagi to Mamoru ga sekkin? (恋のイラスト, うさぎと衛が接近?)                           | 17 d'octubre de 1992   | 8 de novembre de 2001      |
| La Bunny i en Mamoru han acabat fent de models de la Yumemi Yumemo, una dibuixant que fa els somnis realitat i que resulta que és un altre dels Set Guerrers Malèfics. Aviat la Zoïsita l'atacarà i alliberarà el monstre que porta a dins, però l'Antifaç de Gala l'aturarà i confessarà a la Bunny que ell també necessita els Cristalls Irisats per a la seva missió.                                  | |                        |                            |
| 29 | Una història d'amor força agitada Dai konsen! Guchagucha koi no shikaku kankei (大混戦!グチャグチャ恋の四角関係)                                  | 24 d'octubre de 1992   | 9 de novembre de 2001      |
| La Bunny i la Makoto, que estan enamorades d'en Motoki, descobriran que el rei dels videojocs ja té nòvia, la Reika, una noia molt intel·ligent que no té clar si anar-se'n a l'Àfrica a continuar els seus estudis. Aviat descobrirem que la Reika és un altre dels Set Guerrers Malèfics i la Zoïsita n'alliberarà el monstre que porta a dins. Qui la salvarà?                                         | |                        |                            |
| 30 | L'avi de la Ray s'ha tornat boig? Ojīchan ranshin, Rei-chan no kiki (お爺ちゃん乱心, レイちゃんの危機)                                            | 31 d'octubre de 1992   | 12 de novembre de 2001     |
| La Zoïsita descobreix que un Cristall Irisat ha començat a respirar dins del cos de l'avi de la Ray, que resulta que és un altre dels Set Guerrers Malèfics. D'altra banda, en Yuichiro Kumada acaba d'arribar al temple per convertir-se en el deixeble de l'avi i de seguida s'ha enamorat de la Ray. La Zoïsita ho té tot a punt per atacar l'avi de la Ray.                                           | |                        |                            |
| 31 | T'empaiten, t'estimen: un dia fatal per a la Lluna Koi sa rete owa rete! Runa no saiaku no hi (恋されて追われて!ルナの最悪の日)                   | 7 de novembre de 1992  | 13 de novembre de 2001     |
| El Majordom, el gat d'una nena que la Zoïsita està convençuda que és un altre del Set Guerrers Malèfics, ha salvat la Lluna de l'atac d'una colla de gats i se n'ha enamorat. La nena podria tenir el setè Cristall Irisat, però alguna cosa fa pensar que el Guerrer Malèfic podria ser el mateix Majordom! Per cert, avui sabrem d'on venen els poders de la Lluna!                                     | |                        |                            |
| 32 | La decisió de l'Umino! Jo protegiré la Naru Umino no kesshin! Naru-chan wa boku ga mamoru (海野の決心!なるちゃんは僕が守る)                       | 14 de novembre de 1992 | 14 de novembre de 2001     |
| L'Umino, que està enamorat de la Naru, decideix emportar-se-la al parc d'atraccions a veure l'espectacle de Red Man. A més, ho farà amb una disfressa de l'Antifaç de Gala, per impressionar-la. Aviat, un monstre enviat per la Zoïsita atacarà la Naru i l'Umino intentarà defensar-la. Per sort, la Bunny els ha seguit fins al parc d'atraccions.                                                     | |                        |                            |
| 33 | L'última guerrera: la marinera Venus ha aparegut Saigo no sērā senshi, Vīnasu tōjō (最後のセーラー戦士, ヴィーナス登場)                           | 21 de novembre de 1992 | 16 de novembre de 2001     |
| La Zoïsita, que ara té cinc dels set Cristalls Irisats, ha decidit parar una trampa a l'Antifaç de Gala per robar-li els altres dos. Per fer-ho, es fa passar per una de les marineres i fa veure que la captura un dels Quatre Grans del Regne Obscur. Les quatre marineres van a ajudar-lo, i quan sembla tot perdut, apareix l'última guerrera: la marinera Venus!                                     | |                        |                            |
| 34 | El brillant cristall de plata. Arriba la princesa Lluna Hikari kagayaku ginsuishō! Tsuki no purinsesu tōjō (光輝く銀水晶!月のプリンセス登場)      | 28 de novembre de 1992 | 19 de novembre de 2001     |
| Les marineres estan convençudes que la marinera Venus és l'autèntica Princesa de la Lluna, però ella assegura que només és una altra de les guerreres que la protegeix. Avui, finalment, veurem un enfrontament entre l'Antifaç de Gala i la malvada Zoïsita, però la gran sorpresa se l'emportarà la Bunny, que descobrirà la identitat de l'Antifaç i, per fi, sabrà qui és ella mateixa.               | |                        |                            |
| 35 | Els records de la Bunny i en Mamoru Yomigaeru kioku! Usagi to Mamoru no kako (よみがえる記憶!うさぎと衛の過去)                                    | 5 de desembre de 1992  | 20 de novembre de 2001     |
| Els Cristalls Irisats han reaccionat amb una llàgrima de la Bunny i s'han convertit en el Cristall de Plata. Això vol dir que la Bunny és la Princesa de la Lluna, que finalment s'ha despertat i ho recorda tot. En Mamoru és l'Endimió i la Bunny, la princesa Serena. Fa molt de temps es van enamorar i es van jurar amor etern, però alguna cosa els va separar...                                   | |                        |                            |
| 36 | La Bunny està confosa: l'Antifaç de Gala és dolent? Usagi konran! Takishīdo kamen wa waru? (うさぎ混乱!タキシード仮面は悪?)                       | 12 de desembre de 1992 | 21 de novembre de 2001     |
| La Bunny encara no se'n sap avenir: la Princesa de la Lluna, la que ha de lluitar contra el Regne Obscur, és ella! La Lluna i companyia saben que l'han de fer reaccionar perquè sigui capaç d'utilitzar el Cristall Sagrat de Plata. Aviat, la Minako convencerà la Bunny d'anar a una perruqueria nova i descobrirà que l'Antifaç de Gala té moltes coses amagades.                                     | |                        |                            |
| 37 | Convertir-se en princesa? L'entrenament de la Bunny Mezase purinsesu? Usagi no chin tokkun (めざせプリンセス?うさぎの珍特訓)                      | 19 de desembre de 1992 | 22 de novembre de 2001     |
| La Bunny, que sap que ha de començar a prendre consciència que és una princesa, ha decidit assistir al curset de princeses que fan a la mansió dels Rose. Tot plegat és una altra trampa d'en Kunzit, que té ordres directes de la Reina Perill de portar-li el cos mort de la Marinera Lluna i el Cristall de Plata al més aviat possible.                                                               | |                        |                            |
| 38 | Visca la neu! Les muntanyes i la nostra amistat Yuki yo yamayo yūjō yo! Yappari yōma mo yo (雪よ山よ友情よ!やっぱり妖魔もよ)                      | 26 de desembre de 1992 | 23 de novembre de 2001     |
| En Yuichiro ha convidat totes les noies a passar uns quants dies a la neu, aprofitant que volien participar en el Concurs de Miss Princesa de la Lluna. Al final, però, resulta que és un altre pla malèfic d'en Kunzit, que està decidit a desemmascarar l'autèntica Marinera Lluna. En Zunkit donarà el poder especial dels Antics Guerrers a la Saeko, la guia del concurs.                            | |                        |                            |
| 39 | El meu company és un antic guerrer: Makoto, reina sobre gel Yōma to pea!? Hikami no joō mako-chan (妖魔とペア!?氷上の女王まこちゃん)              | 9 de gener de 1993     | 26 de novembre de 2001     |
| En Kunzit ha decidit reclutar la Jacelin i en Misha, medalla d'or dels Jocs Olímpics de patinatge artístic, per treballar pel Regne Obscur i intentar desemmascarar l'autèntica Marinera Lluna, que sap que a la lluna era una gran patinadora. La parella oferirà un entrenament de franc a cinc noies i la Makoto en podria sortir molt mal parada.                                                     | |                        |                            |
| 40 | L'esperit maligne del llac. Els lligams familiars Mizuumi no densetsu yōkai! Usagi kazoku no kizuna (湖の伝説妖怪!うさぎ家族のきずな)             | 16 de gener de 1993    | 27 de novembre de 2001     |
| La Bunny i la seva família se n'han anat de vacances prop d'un llac d'aigua calenta amb una llegenda endimoniada: un jove es va enamorar d'una deessa que havia baixat a la terra, però una noia que se l'estimava es va posar tan gelosa que es va convertir en un esperit maligne que va quedar reclòs en el llac. L'Endimió intentarà fer-lo reviure.                                                  | |                        |                            |
| 41 | Ja no tinc por d'estimar-lo. L'Ami contra en Mamoru Usagi ga koritsu? Sērā Senshi-tachi no dai genka (うさぎが孤立?S戦士達の大ゲンカ)             | 23 de gener de 1993    | 28 de novembre de 2001     |
| La Reina Perill ha decidit enviar l'Endimió a capturar els Set Antics Guerrers, que la Vareta de la Marinera Lluna va convertir en humans, per tornar-los a transformar en Antics Guerrers i fondre'ls en un de sol per crear el Guerrer Invencible. En Ryo s'adona que cinc dels set guerrers han desaparegut. Només queden ell i l'avi de la Ray, que cal protegir a qualsevol preu.                    | |                        |                            |
| 42 | El passat de la marinera Venus: l'amor tràgic de la Minako Sērā Vīnasu no kako, Minako no higeki (Sヴィーナスの過去, 美奈子の悲劇)                | 30 de gener de 1993    | 29 de novembre de 2001     |
| Mentre les Marineres Guerreres continuen buscant l'amagatall de l'entrada al Regne Obscur, en Kunzit troba algú que coneix la identitat de la Cinquena Marinera, una agent de la Policia Internacional Britànica que havia estat enamorada del mateix noi que la Minako, un amor tràgic que la va marcar de per vida. Aviat coneixerem el passat de la Katarina...                                        | |                        |                            |
| 43 | La Bunny lluita sola? La Marinera Lluna contra les altres guerreres Usagi ga koritsu? Sērā Senshi-tachi no genka (うさぎが孤立?S戦士達の大ゲンカ) | 6 de febrer de 1993    | 30 de novembre de 2001     |
| L'Antiga Guerrera Bandanna ha descobert que, tal com sospitava, la Marinera Lluna és la causa de l'energia estranya que fa que el Cristall Negre no reaccioni. També s'ha adonat que s'enfronta contínuament amb les altres marineres. En Kunzit serà l'encarregat d'investigar què passa i ho farà a través del cos d'una periodista que entrevistarà la Bunny.                                          | |                        |                            |
| 44 | La Bunny es desperta. Un missatge del passat remot Usagi no kakusei! Chō kako no messēji (うさぎの覚醒!超過去のメッセージ)                        | 13 de febrer de 1993   | 3 de desembre de 2001      |
| Per fi, la Marinera Venus i l'Àrtemis han descobert la porta de l'amagatall del Regne Obscur. Per aturar les marineres, en Kunzit decideix enviar-les al Caos Multidimensional, però acaben arribant al Mil·lenni de Plata, la terra dels déus que van arribar a grans extrems de luxe. Allà, la deessa de la Lluna, la Reina Serenitat, els explicarà més coses del seu passat i de la seva missió.      | |                        |                            |
| 45 | La Marinera Lluna mor en la batalla? L'última i tràgica guerra Sērā zenshi shisu! Hisōnaru saishū-sen (セーラー戦士死す!悲壮なる最終戦)           | 20 de febrer de 1993   | 4 de desembre de 2001      |
| La taca del Sol continua expandint-se de manera insospitada i arreu del món es multipliquen terratrèmols, erupcions de volcans i huracans. Per aturar les forces malignes del Regne Obscur, les marineres decideixen viatjar al punt D del Pol Nord i unir les seves forces per intentar derrotar la Reina Perill. Aniran caient una rere l'altra fins que només quedarà la Marinera Lluna...             | |                        |                            |
| 46 | El desig etern de la Bunny: una vida nova Usagi no omoi wa eien ni! Atarashiki tensei (うさぎの想いは永遠に!新しき転生)                           | 27 de febrer de 1993   | 6 de desembre de 2001      |
| Després de veure com han mort totes les seves amigues, la Marinera Lluna arriba a la fortalesa del Regne Obscur per trobar-se cara a cara amb la Reina Perill. Allà, l'Endimió, amb el cervell rentat, l'atacarà sense pietat per prendre-li el Cristall de Plata. No falta gaire perquè la foscor cobreixi tota la capa del sol, la qual cosa farà reviure la Reina Metàl·lia. Comença la batalla final! | |                        |                            |

### Sailor Moon R
| # | Títol en català | Data d'estrena al Japó | Data d'estrena a Catalunya |
| --- | --- | ---------------------- | -------------------------- |
| 47 | La Marinera Lluna reviu Mūn fukkatsu! Nazo no eirian shutsugen (ムーン復活!謎のエイリアン出現)                                    | 6 de març de 1993      | 7 de desembre de 2001      |
| Han passat més de dos mesos des que la Bunny i les altres van perdre els records de les Marineres Guerreres. Gràcies al miraculós poder del Cristall de Plata, les cinc noies i en Mamoru van sobreviure, però ara fan una vida normal i corrent. Aviat, però, dos extraterrestres, l'Anne i l'Ale, arribaran a la Terra a la recerca d'una energia misteriosa.                                                                     | |                        |                            |
| 48 | Les Marineres Guerreres es tornen a trobar Ai to seigi yue! Sērā Senshi futatabi (愛と正義ゆえ!セーラー戦士再び)                  | 13 de març de 1993     | 10 de desembre de 2001     |
| L'Anne i l'Ale continuen buscant energia per a l'Arbre del Món Negre, la font de les seves vides. Aviat l'Àrtemis i la Lluna s'adonaran que la Bunny no podrà solucionar tota sola el problema que els ve al damunt i creuen que ha arribat l'hora de recuperar els records de l'Ami, la Ray, la Makoto i la Minako. Les Marineres Guerreres tornen a entrar en acció!                                                              | |                        |                            |
| 49 | El Cavaller Llum de Lluna Shiroi bara wa dare ni? Tsukikage no Naito tōjō (白いバラは誰に?月影の騎士登場)                         | 20 de març de 1993     | 11 de desembre de 2001     |
| Després d'intentar protegir la Makoto d'un nou monstre, en Kenji ha quedat molt malferit, però s'ha pogut salvar gràcies a la sang que li ha donat la seva estimada. L'Ami, la Makoto i la Minako es reuneixen a casa de la Ray per parlar del nou enemic, però les sorprèn el monstre enviat per l'Ale. Quan tot sembla perdut, apareix el Cavaller Llum de Lluna. Podria ser que fos l'Endimió?!                                  | |                        |                            |
| 50 | La sort de la Bunny penja d'un fil Usagi no kiki! Tiara sadō sezu (うさぎの危機!ティアラ作動せず)                                 | 10 d'abril de 1993     | 12 de desembre de 2001     |
| L'Anne i l'Ale, que necessiten més energia per alimentar l'Arbre del Món Negre, la font de les seves vides, han decidit enviar el Cartià, un altre dels seus monstres, a la Sala de Realitat Virtual que acaben d'obrir a la Desena Avinguda. Avui la Bunny sabrà que el Cavaller de Llum de Lluna no és en Mamoru i s'endurà la decepció de la seva vida.                                                                          | |                        |                            |
| 51 | Poder de la Bunny, amunt! Atarashiki henshin! Usagi pawā appu (新しき変身!うさぎパワーアップ)                                     | 17 d'abril de 1993     | 13 de desembre de 2001     |
| L'Ale i l'Anne aprofitaran que avui la classe de la Bunny fa una sortida al camp per contemplar flors per xuclar més energia dels humans. La Bunny és incapaç de transformar-se i d'aturar el monstre que hi han enviat i acaba en una altra dimensió amb la Lluna. Allà s'adonarà que si vol continuar sent la Marinera Lluna, ho ha de desitjar de tot cor.                                                                       | |                        |                            |
| 52 | Crisi al parvulari Nerawareta enji! Vīnasu daikatsuyaku (狙われた園児!ヴィーナス大活躍)                                           | 24 d'abril de 1993     | 14 de desembre de 2001     |
| L'Ale i l'Anne, que han d'aconseguir energia més nova i més jove que abans per salvar l'Arbre del Mal, han decidit començar a atacar parvularis. L'Ami descobreix que el seu pròxim objectiu serà el parvulari de Shiva, que és on va la Mie, la nova amiga de la Minako. Avui la Marinera Venus s'adonarà que té uns poders que encara no ha descobert ni ella mateixa!                                                            | |                        |                            |
| 53 | La difícil feina de cangur Mamoru to Usagi no bebīshittā sōdō (衛とうさぎのベビーシッター騒動)                                    | 1 de maig de 1993      | 17 de desembre de 2001     |
| El nou objectiu de l'Ale i de l'Anne són els nadons, que tenen una energia vital forta i fresca, ideal per alimentar l'Arbre del Món Negre. Després d'un atac de la Cartiana Amaderrace, en Mamoru i la Bunny s'hauran de fer càrrec de la Manami, fins que la seva mare surti de l'hospital. Aviat, però, el monstre tornarà a aparèixer i la Marinera Mercuri intentarà aturar-lo amb una nova tècnica.                           | |                        |                            |
| 54 | El dia de protagonisme de la Ray Bunkasai wa watashi no tame?! Rei joō nesshō (文化祭は私のため?!レイ女王熱唱)                    | 8 de maig de 1993      | 18 de desembre de 2001     |
| La Ray és la presidenta del comitè del festival de l'escola. A més de ser l'encarregada d'organitzar-lo, també és la que ha escrit totes les cançons que s'hi cantaran. Al festival, hi haurà el seu avi i totes les seves amigues, però la Cartiana Saylane, enviada per l'Ale i l'Anne, hi apareixerà per xuclar l'energia de tot el públic. La Ray, transformada en la Marinera Mart, no pensa deixar que se surtin amb la seva. | |                        |                            |
| 55 | Amor és oferir menjar Tsukikage wa Seijūrō? Moeru Mako-chan (月影は星十郎?もえるまこちゃん)                                       | 22 de maig de 1993     | 19 de desembre de 2001     |
| L'Ami i la Makoto sospiten que el Cavaller Llum de Lluna podria ser en Seijuro, és a dir, l'Ale. Tenint en compte que últimament entre les parelles s'ha posat de moda que la noia porti el dinar per al noi, la Makoto intentarà acostar-se a l'Ale d'aquesta manera, la qual cosa farà posar molt gelosa l'Anne, que acabarà alliberant un altre monstre per atacar les marineres.                                                | |                        |                            |
| 56 | La Blancaneu de l'Anne Mamoru no kisu ubae! An no Shirayuki-hime sakusen (衛のキス奪え!アンの白雪姫作戦)                          | 29 de maig de 1993     | 20 de desembre de 2001     |
| En Mamoru està preparant una obra de teatre per a l'ajuntament, però s'ha quedat sense actors i ara n'ha de buscar de nous. Les noies han decidit ajudar-lo i com que ell farà el paper de príncep, totes volen fer de Blancaneu. L'Ale, enfadat perquè no ha pogut ser el príncep i fer-li un petó a la Bunny, decideix esguerrar l'obra deixant anar la Cartiana Vipierrot. L'espectacle està assegurat!                          | |                        |                            |
| 57 | Perill després de classe Hōkago ni goyōjin! Nerawareta Usagi (放課後にご用心!狙われたうさぎ)                                      | 5 de juny de 1993      | 21 de desembre de 2001     |
| Els fracassos constants de l'Anne i de l'Ale per aconseguir energia fan que l'Arbre del Món Negre, la font de la seva vida, estigui cada vegada més dèbil. Avui la Bunny i l'Anne, que no han fet els deures, es quedaran castigades a l'escola després de classe. L'Ale, que n'està molt de la Bunny, ho aprofitarà per alliberar un monstre que xucli l'energia a en Mamoru.                                                      | |                        |                            |
| 58 | Manca d'amor Surechigau ai no kokoro! Ikari no Makaiju (すれちがう愛の心!怒りの魔界樹)                                            | 12 de juny de 1993     | 24 de desembre de 2001     |
| Sembla que l'Ale i l'Anne només pensen a aconseguir l'amor de la Bunny i d'en Mamoru respectivament, això fa que l'Arbre del Món Negre s'estigui a punt de morir. I si l'arbre es mor, ells seguiran el mateix destí. Avui la Bunny, que anirà a casa de l'Ale i de l'Anne per saber per què no han anat a l'escola, s'acabarà trobant amb el misteriós arbre.                                                                      | |                        |                            |
| 59 | El secret de l'arbre Mezameru shinjitsu no ai! Makaiju no himitsu (めざめる真実の愛!魔界樹の秘密)                                 | 19 de juny de 1993     | 25 de desembre de 2001     |
| L'Arbre del Món Negre està fora de control. Si continua creixent, tota l'energia del planeta acabarà absorbida completament. L'Anne i l'Ale intenten impedir-ho, però acaba atacant a tothom, i fins i tot fereix de mort la mateixa Anne. Al final, la parella d'extraterrestres entenen que no és l'energia dels humans el que necessita l'arbre, sinó amor.                                                                      | |                        |                            |
| 60 | La nena misteriosa que ve del cel Tenshi? Akuma? Sora kara kita nazo no shōjo (天使?悪魔?空からきた謎の少女)                      | 26 de juny de 1993     | 26 de desembre de 2001     |
| Sembla que tot ha tornat a la normalitat. La Bunny i en Mamoru són al parc festejant, però de cop i volta cau una nena del cel i amenaça la Bunny perquè li doni el Cristall de Plata. La nena misteriosa assegura que es diu igual que la Bunny, però en realitat es diu Chibiusa. A la Terra també han arribat en Rubeus i quatre germanes, que busquen la Chibiusa per matar-la i destruir el Cristall de Plata.                 | |                        |                            |
| 61 | En Mamoru anuncia el seu trencament Usagi daishokku! Mamoru no zekkō sengen (うさぎ大ショック!衛の絶交宣言)                       | 3 de juliol de 1993    | 27 de desembre de 2001     |
| La Bunny ha descobert el poder hipnòtic de la Chibiusa, que ha desaparegut de casa. En Mamoru, d'altra banda, comença a tenir visions d'una ciutat de cristall destruïda i d'una princesa que s'assembla molt a la Bunny. En Rubeus i les quatre germanes descobreixen Cristall Tòquio, la ciutat maleïda, i es disposen a destruir-la. Per fer-ho, han de destruir el Cristall de Plata i eliminar la Bunny.                       | |                        |                            |
| 62 | L'amistat de les Marineres Guerreres Senshi no yūjō! Sayonara Ami-chan (戦士の友情!さよなら亜美ちゃん)                            | 10 de juliol de 1993   | 28 de desembre de 2001     |
| L'Ami té l'oportunitat d'anar a Alemanya a estudiar medicina, però encara no té clar si abandonar les seves companyes. L'Àrtemis, que ha donat varetes noves i intercomunicadors a les marineres guerreres, sospita d'una gelateria nova i, quan s'hi presenta, s'hi troba un nou enemic. Les Marineres Guerreres hi van sense l'Ami, però no se'n surten...                                                                        | |                        |                            |
| 63 | Força i bellesa per noies Onna wa tsuyoku utsukushiku! Rei no shin hissatsu waza (女は強く美しく!レイの新必殺技)                  | 24 de juliol de 1993   | 31 de desembre de 2001     |
| L'avi de la Ray ha decidit canviar el temple per un gimnàs, però resulta que una de les entrenadores és la Quermesita, que també té una aliada que es fa passar per humà. L'avi de la Ray intentarà aturar-les, però no se'n sortirà. La Marinera Lluna i l'Antifaç de Gala també provaran de parar-los els peus, però hauran d'esperar la nova transformació de la Marinera Mart.                                                  | |                        |                            |
| 64 | El secret de la Chibiusa Ginzuishou motomete! Chibiusa no himitsu (銀水晶を求めて!ちびうさの秘密)                                 | 31 de juliol de 1993   | 1 de gener de 2002         |
| En Rubeus, sabent que la Chibiusa no suporta les tempestes, ha decidit descarregar una pluja torrencial sobre la ciutat perquè no pugui fer servir la seva energia. En Mamoru ajudarà la Bunny a buscar la Chibiusa, que intenta desesperada viatjar en el temps per tornar amb els seus pares. Al final, en Rubeus la localitza i apareixen les Marineres Guerreres i l'Antifaç de Gala.                                           | |                        |                            |
| 65 | La Minako i la Makoto es barallen per qüestions d'amor Koi no ronsō! Minako to Makoto ga tairitsu (恋の論争!美奈子とまことが対立) | 14 d'agost de 1993     | 2 de gener de 2002         |
| En Rubeus ha trobat un nou Punt de Cristall i ha ordenat a la Calaverita i després a la Petzita que vagin a una botiga per a enamorats a transformar el Poder de Cristall en Poder Obscur. Allà, s'hi trobaran la Minako i la Makoto, que s'estan barallant per qüestions d'amor. La Bunny té clar que només unint les seves forces seran capaces de derrotar el nou enemic.                                                        | |                        |                            |
| 66 | L'etern triangle amorós en una festa del curri Usagi no oyagokoro!? Karē na sankaku kankei (うさぎの親心?カレーな三角関係)        | 21 d'agost de 1993     | 3 de gener de 2002         |
| La Bunny i en Mamoru seran els encarregats d'acompanyar la Chibiusa a la festa de plats amb curri que fan a la seva escola. Quan van a comprar els ingredients, s'adonen que els productes estan en mal estat i que és una altra trampa d'en Rubeus, que hi ha trobat un nou Punt de Cristall. La Petzina i la Calaverita hi venen una fruita misteriosa que converteix la gent en zombis.                                          | |                        |                            |
| 67 | Les vacances de les guerreres en una illa llunyana Umi yo Shima yo Bakansu yo! Senshi no kyūsoku (海よ島よバカンスよ!戦士の休息)  | 28 d'agost de 1993     | 4 de gener de 2002         |
| La Chibiusa explica a les noies que la Ray se n'ha anat de vacances a una illa llunyana i decideixen anar-hi totes. Allà, la Chibiusa se'n va sola al mar i una cria de dinosaure la salva de l'atac dels taurons. L'erupció d'un volcà encara complica més les coses i les Marineres Guerreres surten al rescat de la Chibiusa, la cria de dinosaure i la seva mare.                                                               | |                        |                            |
| 68 | Protegiu la Chibiusa! Gran lluita al carrer 10 Chibiusa wo mamore! Jū senshi no daigekisen (ちびうさを守れ!10戦士の大激戦)        | 11 de setembre de 1993 | 7 de gener de 2002         |
| El Savi Amagat ha vaticinat que quan el sol s'alci hi haurà una emissió d'energia al pont del carrer 10. Serà el moment oportú per atrapar la Chibiusa, responsable de l'expulsió d'energia, i d'acabar amb ella, una missió que duran a terme les quatre Germanes Perseguidores. Avui, les Marineres Guerreres sabran que la Chibiusa ve del món del futur!                                                                        | |                        |                            |
| 69 | Desperta, bella dorment! El neguit d'en Mamoru Mezame yo nemureru bishōjo! Mamoru no kunō (目覚めよ眠れる美少女!衛の苦悩)         | 25 de setembre de 1993 | 8 de gener de 2002         |
| En Mamoru no para de tenir un malson on sent una veu que li diu que no s'ha d'acostar per res a la Bunny, que quan s'uneixin, el món s'ensorrarà i a la Princesa Serena li passarà una cosa terrible. La Petzina i la Calaverita localitzaran la Chibiusa i atacaran la Bunny i les altres Marineres Guerreres a través de la Malsòmnia, un esperit maligne amb una energia molt poderosa.                                          | |                        |                            |
| 70 | La gran lluita de la Marinera Mart contra la Quermesita Ai no honō no taiketsu! Māzu tai Kōan (愛の炎の対決!マーズVSコーアン)     | 2 d'octubre de 1993    | 9 de gener de 2002         |
| El Savi Amagat, que sap que el Príncep Diamant està molt enfadat pels fracassos constants d'en Rubeus, ha predit que aquesta tarda l'energia de la mitja lluna augmentarà i es crearà un Punt de Cristall al temple de Hikawa. A part d'això, també ha vist un mal averany i ha assegurat que alguna cosa dolenta li passarà a la Quermesita, encarregada de la missió.                                                             | |                        |                            |
| 71 | L'Ami contra la Berthierita Yūjō no tame! Ami to Beruche gekitotsu (友情のため!亜美とベルチェ激突)                                | 16 d'octubre de 1993   | 10 de gener de 2002        |
| En Rubeus ha descobert un nou Punt de Cristall, aquesta vegada a la Torre dels Escacs, on se celebra el Campionat Mundial d'Escacs, amb la participació de l'Ami i de la Berthierita, que aviat descobrirà la identitat de la seva rival, la Marinera Mercuri. A la final, la Berthierita farà que l'Ami es vagi congelant a mesura que vagi perdent peces.                                                                         | |                        |                            |
| 72 | El cruel Rubeus. El dolor de les quatre germanes Hijō no Rubeasu! Kanashimi no yon shimai (非情のルベウス!悲しみの四姉妹)         | 30 d'octubre de 1993   | 11 de gener de 2002        |
| La Quermesita i la Berthierita s'han fet amigues de la Bunny i companyia. Això vol dir que han traït en Rubeus i les altres dues germanes, la Calaverita i la Petzita. Ara en Rubeus està disposat a fer servir tot el seu poder per aconseguir la glòria, la qual cosa passa per eliminar la Chibiusa, les Marineres Guerreres i les dues germanes traïdores.                                                                      | |                        |                            |
| 73 | Amenaça d'ovnis Yūfō shutsugen! Sarawareta Sērā Senshi-tachi (UFO出現!さらわれたセーラー戦士たち)                                 | 6 de novembre de 1993  | 14 de gener de 2002        |
| La Chibiusa ha descobert que la Bunny és una Marinera Guerrera, ha deixat de confiar en ella, li ha robat el fermall amb el Cristall de Plata i ha desaparegut. També ha aparegut la malèfica Maragda, per comunicar a en Rubeus que el Príncep Diamant ha deixat de confiar en ell i que, a partir d'ara, ella s'encarregarà de matar la criatura i de conquerir Tòquio.                                                           | |                        |                            |
| 74 | Batalla a l'espai Rubeasu wo taose! Uchūkūkan no kessen (ルベウスを倒せ!宇宙空間の決戦)                                           | 13 de novembre de 1993 | 15 de gener de 2002        |
| Després del segrest de les quatre Marineres Guerreres per part d'en Rubeus, la Bunny decideix anar tota sola a salvar les seves companyes. La Chibiusa, que se sent culpable de tot el que ha passat, també la segueix fins a l'ovni d'en Rubeus. Ara la Bunny ha de decidir si entrega el Cristall de Plata i la Chibiusa per salvar les seves amigues, o si s'enfronta al poderós Rubeus.                                         | |                        |                            |
| 75 | La nova guerrera, la Marinera Plutó Nazo no shin Senshi Sailor Pluto tōjō (謎の新戦士セーラープルート登場)                        | 20 de novembre de 1993 | 16 de gener de 2002        |
| La Chibiusa ha entrat en un son profund i les Marineres Guerreres estan convençudes que s'està morint. Aviat apareixerà la Marinera Plutó, la guerrera que guarda les portes del temps i l'espai i els explicarà que la ment de la Petita Dama, la Chibiusa, està atrapada pel Cristall Negre. Per salvar-la han d'entrar en el seu món interior en una missió d'allò més arriscada.                                                | |                        |                            |
| 76 | La invasió de la Maragda Ankoku no maryoku! Esmerōdo no shinryaku (暗黒の魔力!エスメロードの侵略)                                 | 4 de desembre de 1993  | 17 de gener de 2002        |
| Després de la bona notícia de la recuperació de la Chibiusa, arriben més problemes: la Maragda té pensat de col·locar tot de falques amb el poder del Cristall Negre en diferents punts de Tòquio amb l'objectiu d'enviar Força Maligna des del seu temps i, d'aquesta manera, obrir la porta del Món Obscur. Per dur a terme el seu pla comptarà amb l'ajuda d'en Safir, el germà del Príncep Diamant.                             | |                        |                            |
| 77 | L'amor reviu Omoi wa onaji! Usagi to Mamoru no ai futatabi (想いは同じ!うさぎと衛の愛再び)                                        | 11 de desembre de 1993 | 18 de gener de 2002        |
| La Maragda, amb el seu afany d'omplir el Tòquio del segle XX amb el Poder Obscur, ha decidit crear les polseres dels desitjos amb l'objectiu de xuclar l'energia negativa dels que en portin i fer créixer encara més la Icona Negra. D'altra banda, la Bunny, que continua tenint els mateixos malsons que en Mamoru, està més decidida que mai a reconciliar-s'hi.                                                                | |                        |                            |
| 78 | La infermera Venus sembra el pànic Vīnasu Minako no nāsu daisōdō (ヴィーナス美奈子のナース大騒動)                                 | 18 de desembre de 1993 | 21 de gener de 2002        |
| La Maragda ha fet servir el Poder Obscur per provocar una epidèmia de grip per tota la ciutat amb la finalitat de fer créixer la Icona Negra i acabar obrint la Porta de les Tenebres. La Minako és l'única de les Marineres Guerreres que no ha agafat la passa, i això vol dir que li tocarà fer d'infermera de totes les seves companyes.                                                                                        | |                        |                            |
| 79 | L'aventura de l'Àrtemis Arutemisu no bōken! Ma no dōbutsu ōkoku (アルテミスの冒険!魔の動物王国)                                   | 25 de desembre de 1993 | 22 de gener de 2002        |
| L'Àrtemis, que està tip que la Lluna li digui "gat manasses", ha decidit fer una proesa tot sol per tornar a guanyar-se la seva admiració. Sense saber que és el pròxim Punt Negatiu de la Maragda, ha decidit anar a fer una bona obra al Regne Animal, un lloc on s'ocupen de les bèsties malaltes i abandonades, uns animals que ben aviat es transformaran en éssers malignes.                                                  | |                        |                            |
| 80 | L'Ami es troba sola Kyōfu no gen'ei! Hitoribocchi no Ami (恐怖の幻影!ひとりぼっちの亜美)                                          | 8 de gener de 1994     | 23 de gener de 2002        |
| La Maragda ha decidit col·locar un altre Punt Negatiu a l'escola especial de preparació de genis del Carrer 10 i hi ha enviat el Droide Dubte perquè s'encarregui de la feina bruta. Això ha fet que tots els companys de l'Ami s'hi hagin posat en contra, i fins i tot l'hagin acusat de fer trampes per aprovar els exàmens. Avui l'Ami estarà sola davant del perill.                                                           | |                        |                            |
| 81 | S'ha completat, la porta de les tenebres? Ankoku gēto kansei? Nerawareta shōgakkō (暗黒ゲート完成?狙われた小学校)                 | 15 de gener de 1994    | 24 de gener de 2002        |
| La Maragda, a qui se li ha acabat la paciència, ha decidit col·locar una Icona Negra d'alta potència a l'escola de la Chibiusa per poder completar d'una vegada la Porta de les Tenebres. La Chibiusa, cansada de veure patir tanta gent innocent per culpa de la Lluna Negra, decideix fer servir una clau del temps per anar cap al futur amb en Mamoru i les Marineres Guerreres.                                                | |                        |                            |
| 82 | El viatge cap al futur Mirai he no tabidachi! Jikū kairō no tatakai (未来への旅立ち!時空回廊の戦い)                               | 22 de gener de 1994    | 25 de gener de 2002        |
| Les cinc Marineres Guerreres, en Mamoru, la Lluna i l'Àrtemis han decidit acompanyar la Chibiusa en el seu viatge cap al futur a través de la porta del temps i l'espai, que guarda la Marinera Plutó. L'objectiu és salvar la mare de la Chibiusa, però aviat descobriran que la futura ciutat Tòquio de Cristall està totalment congelada i hi ha poques esperances que hi hagi supervivents.                                     | |                        |                            |
| 83 | La història de la Lluna Negra Shōgeki no mirai! Demando no kuroki yabō (衝撃の未来!デマンドの黒き野望)                            | 29 de gener de 1994    | 28 de gener de 2002        |
| Les Marineres Guerreres, en Mamoru, la Lluna, l'Àrtemis i la Chibiusa arriben al futur per descobrir que la futura ciutat de Tòquio de Cristall està totalment congelada i sense supervivents. Aviat, però, se'ls apareixerà l'holograma del futur Rei Endimió, que els posarà al dia de tot. També descobriran que la Nova Reina Serena és la que va crear el Tòquio de Cristall.                                                  | |                        |                            |
| 84 | El secret de la Petita Dama Waizuman no mashu! Chibiusa shōmetsu (ワイズマンの魔手!ちびうさ消滅)                                  | 5 de febrer de 1994    | 29 de gener de 2002        |
| La Marinera Lluna intenta fer reviure la Nova Reina Serena, que està en un son profund perquè va perdre el seu Cristall de Plata. El Savi Amagat s'apareix davant de la Chibiusa per explicar-li que va ser ella la que va robar el Cristall de Plata de la Nova Reina Serena, i que va ser aleshores quan la família de la Lluna Negra va aprofitar per atacar.                                                                    | |                        |                            |
| 85 | El naixement de la Dama Negra Ankoku no joō Burakku Redi no tanjō (暗黒の女王ブラックレディの誕生)                                | 12 de febrer de 1994   | 30 de gener de 2002        |
| El Savi Amagat aconsegueix rentar-li el cervell a la Chibiusa i fer-li creure que tothom l'odia perquè va ser ella la que va robar el Cristall de Plata. Aviat, l'odi de la Chibiusa la convertirà en la Dama Negra, gran dominadora del Poder Obscur. El Savi Amagat decideix enviar el Príncep Diamant a la Terra del passat per deixar-hi anar l'atac final amb el Cristall Negre.                                               | |                        |                            |
| 86 | La fi d'en Safir Safīru zetsumei! Waizuman no wana (サフィール絶命!ワイズマンの罠)                                                | 19 de febrer de 1994   | 1 de febrer de 2002        |
| En Safir, que fa temps que desconfia del Savi Amagat, finalment descobreix el seu pla de destruir la família de la Lluna Negra i invocar el Totpoderós Fantasma de la Mort, que l'únic que vol és anihilar tota la humanitat. Decidit a parar-li els peus, en Safir decideix actuar contra la voluntat del Fantasma de la Mort, el sobirà de l'univers, una acció que li pot costar la vida.                                        | |                        |                            |
| 87 | La rebel·lió del Savi Ai to mirai wo shinjite! Usagi no kesshin (愛と未来を信じて!うさぎの決心)                                   | 26 de febrer de 1994   | 4 de febrer de 2002        |
| El Príncep Diamant s'enfronta al Savi per la mort del seu germà, en Safir, però al final el Savi l'acaba convencent que continuï amb l'atac a la Terra. Les Marineres Guerreres decideixen entrar al Cristall Negre per rescatar la Chibiusa i trobar en Mamoru, però la Marinera Lluna, lluny de la resta, es troba amb el Príncep Diamant, que s'adona que el Savi l'ha manipulat.                                                | |                        |                            |
| 88 | La batalla final Hikari to yami no saishū kessen! Mirai he chikau ai (光と闇の最終決戦!未来へ誓う愛)                              | 5 de març de 1994      | 5 de febrer de 2002        |
| El poder del Cristall Negre cada cop és més fort i el món sencer està a punt de convertir-se en tenebra. El Savi Amagat confessa que el Fantasma de la Mort és ell mateix i que ha arribat el moment de destruir la Terra. La Marinera Lluna invoca el poder del Cristall de Plata per convertir-se en la Nova Reina Serena i comença la batalla final.                                                                             | |                        |                            |
| 89 | Epíleg. L'ombra de les Marineres Usagi-tachi no ketsui! Atarashiki tatakai no jokyoku! (うさぎ達の決意新しき戦いの序曲)           | 12 de març de 1994     | 6 de febrer de 2002        |
| Amb la derrota del Fantasma de la Mort, el poder del Cristall Negre s'ha esvaït i tant la Terra com el Nèmesi s'han salvat. La Chibiusa s'acomiada de les seves amigues i torna al Tòquio de Cristall, un lloc verd i ple de vida. Segons els rumors, l'heroïna de la sèrie canvia i apareixen nous enemics, però les Marineres tenen clar que ajuntant les seves forces, es poden enfrontar a qualsevol dificultat.                | |                        |                            |

### Sailor Moon S
| # | Títol en català | Data d'estrena al Japó | Data d'estrena a Catalunya |
| --- | --- | ---------------------- | -------------------------- |
| 90 | El començament d'una altra batalla Chikyū hōkai no yokan? Nazo no shin Senshi shutsugen (地球崩壊の予感?謎の新戦士出現)                                  | 19 de març de 1994     | 7 de febrer de 2002        |
| Mentre les noies preparen l'examen d'ingrés a batxillerat, un científic misteriós i la seva ajudant, la Kaorina, alliberen el que ells anomenen el Demoníac, que escollirà tres humans amb el cor pur, tres cors que seran els Tres Talismans que faran aparèixer el Grial Sagrat, amb el qual podran governar tot el món. La primera víctima amb el cor pur serà la Ray.                                                | |                        |                            |
| 91 | El naixement d'un nou ceptre Ai no roddo tanjō! Usagi no shin henshin (愛のロッド誕生! うさぎの新変身)                                                   | 26 de març de 1994     | 8 de febrer de 2002        |
| Els Fills de la Mort continuen buscant els Tres Talismans, guardats en els cors purs de les persones escollides, que formaran el Grial Sagrat i els permetrà governar el món. El pròxim ou de Demoníac anirà a buscar el cor pur d'una nena que la Bunny està intentant ajudar. Per salvar-les tornaran a aparèixer les dues guerreres misterioses que també van darrere dels Talismans.                                 | |                        |                            |
| 92 | Ell o ella? Suteki na bishōnen? Tenō Haruka no himitsu (素敵な美少年?天王はるかの秘密)                                                                   | 16 d'abril de 1994     | 11 de febrer de 2002       |
| La Bunny i la Minako coneixen en Haruka i se n'enamoren a primera vista. En Haruka té el somni de convertir-se en un gran pilot i confia molt en en Kameda, un mecànic que segons els Fills de la Mort podria tenir un dels Tres Talismans. Per fi es descobreix que les dues guerreres misterioses són la Marinera Urà i la Marinera Neptú. També coneixerem el sorprenent secret d'en Haruka!                          | |                        |                            |
| 93 | L'heroïna de la Bunny: La genial Michiru Usagi no akogare! Yūbi no tensai Michiru (うさぎの憧れ!優美な天才みちる)                                        | 23 d'abril de 1994     | 12 de febrer de 2002       |
| La Bunny vol ser digna d'en Mamoru i accepta els consells de la Michiru, que és una noia molt sofisticada. Avui aniran tots a un concert de violí d'un noi que és el pròxim objectiu dels Fills de la Mort. De moment, l'únic que se sap de les dues guerreres misterioses és que busquen els Tres Talismans per invocar el Grial Sagrat i tornar-lo al lloc que li correspon.                                           | |                        |                            |
| 94 | Protegim la puresa del cor: El primer petó Pyua na kokoro wo mamore! Teki mikata mittsu tomoe ransen (純な心を守れ!敵味方三つ巴乱戦)                     | 30 d'abril de 1994     | 13 de febrer de 2002       |
| La Unazuki, que ha confessat a la Bunny que encara no ha fet mai cap petó a cap noi, és la pròxima víctima dels Fills de la Mort, que li han enviat un Demoníac perquè s'apoderi del seu cor pur. La Michiru cada cop està més amoïnada pel fet que endur-se un talismà de l'interior d'un cor pur suposarà la mort de qui el porti, però la Haruka la convenç que han de continuar amb la seva missió.                  | |                        |                            |
| 95 | La profunditat de l'amor Koi no otasuke wa Mūn ni omakase (恋のおたすけはムーンにおまかせ)                                                               | 7 de maig de 1994      | 14 de febrer de 2002       |
| La Naru i l'Umino decideixen presentar-se a un concurs d'enamorats per millorar la seva relació, però un malvat Demoníac agafa el cor pur de l'Umino, convençut que és un dels Tres Talismans. Per sort, l'Haruka, la Michiru i les cinc Marineres Guerreres també són allà per protegir-lo. Podrà recuperar el seu cor l'Umino? I si ho fa, serà per la Naru?!                                                          | |                        |                            |
| 96 | La cruel Urà: La Makoto en perill Reikoku na Uranusu? Makoto no pinchi (冷酷なウラヌス?まことのピンチ)                                                   | 14 de maig de 1994     | 15 de febrer de 2002       |
| La Makoto, que està desanimada perquè es veu poc femenina, comença a tenir sentiments confusos per la Haruka, que ha acceptar de sortir a fer un volt amb ella. Avui la víctima del malvat Demoníac és precisament la Makoto! La Haruka i la Michiru continuen buscant el Messies i estan decidides a trobar els talismans, encara que hagin de sacrificar els seus posseïdors.                                          | |                        |                            |
| 97 | El laberint aquàtic Mizu no rabarinsu! Nerawareta Ami (水のラビリンス!ねらわれた亜美)                                                                    | 21 de maig de 1994     | 18 de febrer de 2002       |
| L'Ami està deprimida perquè la seva vida només són els estudis. Ja no té clar si el seu somni és arribar a ser una gran metge. Avui anirà a la piscina amb la Michiru i es convertirà en la pròxima víctima dels Fills de la Mort, que li robaran el cor. Pot ser que dins del seu cor hi hagi el primer dels Tres Talismans? Si és així, l'hauran de sacrificar.                                                        | |                        |                            |
| 98 | La Marinera Lluna i la Marinera Urà col·laboren Tomodachi wo sukue! Mūn Uranusu rengō (友達を救え!ムーンウラヌス連合)                                    | 28 de maig de 1994     | 19 de febrer de 2002       |
| Mentre intenten rescatar la pròxima víctima dels Fills de la Mort, un noi que es diu Yamada i que és un gran pilot de motocròs, la Marinera Urà, que s'ha quedat emmanillada amb la Marinera Lluna, li explica que el silenci s'acosta i que aviat passaran coses terribles. Per evitar-ho necessiten els Tres Talismans, però també caldrà fer alguns sacrificis.                                                       | |                        |                            |
| 99 | L'amor no correspost d'en Yuichiro Otoko no yasashisa! Yūichirō Rei ni shitsuren? (男の優しさ!雄一郎レイに失恋?)                                         | 18 de juny de 1994     | 20 de febrer de 2002       |
| Fa dies que un somni terrible que augura un futur ple de destrucció se li repeteix a la Ray. En Yuichiro n'està molt, d'ella, però ara es pensa que té una relació amb la Haruka. En realitat, ell està convençut que la Haruka és un noi. Aviat el cor pur d'en Yuichiro es convertirà en la pròxima víctima de la Kaorina, que aquesta vegada ha preparat un pla amb una estratègia perfecta.                          | |                        |                            |
| 100 | Una marinera vol plegar, els problemes de la Minako Sērā Senshi wo yametai!? Minako no nayami (S戦士を辞めたい!?美奈子の悩み)                            | 25 de juny de 1994     | 21 de febrer de 2002       |
| La Minako està plena de dubtes. S'ha enamorat d'en Tsutomu, un noi molt atractiu que també juga a voleibol, com ella. Sap que el fet de ser una marinera guerrera li impedeix de tirar endavant els seus somnis; per això ha decidit comunicar a les seves companyes que té intencions de plegar. Aviat, però, un demoníac s'apoderarà del cor del seu estimat...                                                        | |                        |                            |
| 101 | Les llàgrimes de la Bunny: les sabates de cristall (1a part) Usagi namida! Tanjōbi ni garasu no kutsu wo (うさぎ涙! 誕生日にガラスの靴を)                | 2 de juliol de 1994    | 22 de febrer de 2002       |
| El que més desitjaria la Bunny pel seu aniversari és que en Mamoru li regalés unes sabates de cristall que li recorden l'obra que van fer de la Blancaneu. Ella no ho sap, però les seves amigues li estan preparant una festa sorpresa. En Mamoru també està pensant de regalar-li les sabates, sense saber que estan posseïdes per un demoníac, que es vol quedar el cor de la Bunny.                                  | |                        |                            |
| 102 | La Bunny recupera el cor pur. Les sabates de cristall (2a part) Ubawareta pure na kokoro! Usagi zettai zetsumei (奪われた純(ピュア)な心! うさぎ絶体絶命) | 16 de juliol de 1994   | 25 de febrer de 2002       |
| Sembla que la Bunny podria ser la posseïdora d'un dels Tres Talismans i l'enemic ha descobert que és una Marinera Guerrera. Per acabar-ho d'empitjorar, en Mamoru ha quedat empresonat dins d'un vidre i la Kaorina té el fermall de la Bunny, que no es pot transformar en la Marinera Lluna. La batalla final serà a la Torre de Tòquio, on la Kaorina té segrestat l'Antifaç de Gala.                                 | |                        |                            |
| 103 | Arriba la petita marinera Minilluna! Yatte kita chiccha na Bishōjo Senshi (やって来た ちっちゃな美少女戦士)                                              | 6 d'agost de 1994      | 26 de febrer de 2002       |
| Després de la mort de la Kaorina, el doctor Tomoe ha decidit confiar en una de les Cinc Fetilleres, l'Eugeal, perquè trobi els Tres Talismans que li permetran formar el Grial Sagrat i governar el món. Avui assistirem a la sorprenent aparició de la Marinera Minilluna, la petita guerrera que lluita per l'amor i la justícia. Igual que la Chibiusa!                                                               | |                        |                            |
| 104 | Buscant amics, la Chibiusa no para Tomodachi wo motomete! Chibi Mūn no katsuyaku (友達を求めて! ちびムーンの活躍)                                        | 20 d'agost de 1994     | 27 de febrer de 2002       |
| La Chibiusa ha tornat al segle XX transformada en la Marinera Minilluna amb una carta de la nova Reina Serena on demana a les Marineres Guerreres que li facin el favor d'entrenar-la. També té la missió de fer bons amics, però el primer noi que li fa gràcia resulta que és la pròxima víctima de l'Eugeal, la nova ajudant del doctor Tomoe.                                                                        | |                        |                            |
| 105 | Com ser més forta. La Makoto està desorientada Pawā ga hoshī! Mako-chan no mayoi michi (力(パワー)が欲しい! まこちゃんの迷い道)                          | 27 d'agost de 1994     | 28 de febrer de 2002       |
| La Makoto ha decidit anar a entrenar-se a les muntanyes amb en Kakusiu Jayushiji, un sacerdot de la secta Getsuren, que és el pròxim objectiu de l'Eugeal. D'altra banda, el doctor Tomoe ha explicat a l'Eugeal que els autèntics talismans, que es transformaran en tres tresors sagrats, són un mirall, una espasa i una bola. Quan es posin en un mateix lloc, apareixerà el Sant Grial.                             | |                        |                            |
| 106 | La Marinera Urà i el lligam del destí Unmei no kizuna! Uranusu no tōi hi (運命のきずな!ウラヌスの遠い日)                                                 | 3 de setembre de 1994  | 1 de març de 2002          |
| El doctor Tomoe ja té el Demoníac adequat pel pròxim objectiu de l'Eugeal, l'Elsa Gray, una atleta molt famosa que estudia al mateix institut on volen entrar les Marineres Guerreres després de fer-hi l'examen d'ingrés. Aviat també descobrirem que l'Elsa és la persona que va presentar la Michiru a la Haruka, abans de saber que era la Marinera Urà.                                                             | |                        |                            |
| 107 | Un artista: el primer amor de la Chibiusa Geijutsu wa ai no bakuhatsu! Chibi-Usa no hatsukoi (芸術は愛の爆発!ちびうさの初恋)                             | 10 de setembre de 1994 | 4 de març de 2002          |
| La Chibiusa, que ara fa classes en una acadèmia d'art, ha conegut un noi que es diu Masanori i se n'ha enamorat. El problema és que en Masanori n'està molt de la Michiru, que és la professora, però tot i així la Chibiusa no es pensa donar per vençuda, i encara menys quan sàpiga que el seu amor és el pròxim objectiu de l'Eugeal. Ella i la Marinera Lluna seran les encarregades de salvar-li el cor.           | |                        |                            |
| 108 | Ballant a ritme de vals Usagi no dansu wa warutsu ni notte (うさぎのダンスはワルツに乗って)                                                              | 17 de setembre de 1994 | 5 de març de 2002          |
| El senyor Edwards, un anglès que viu en una mansió als afores de la ciutat, ha convidat en Mamoru i les noies a una festa amb estudiants estrangers. Tot va som una seda, la Lluna murmura amb una brisa suau, la mansió rosada està envoltada d'una dolça melodia de vals, fins que es presenta l'Eugeal per apoderar-se del cor pur... del senyor Edwards!                                                             | |                        |                            |
| 109 | El moment de revelació, unes i altres es reconeixen Shōgeki no toki! Akasareta tagai no shōtai (衝撃の刻!明かされた互いの正体)                           | 24 de setembre de 1994 | 6 de març de 2002          |
| La Minako és l'única Marinera Guerrera a qui cap demoníac ha intentat robar el cristall del cor, per això comença a estar amoïnada, perquè pensa que potser no té el cor prou pur. Avui, precisament, ella serà l'objectiu de l'Eugeal, i tant la Bunny com la Haruka i la Michiru s'hauran de transformar en Marineres Guerreres i revelar la seva identitat.                                                           | |                        |                            |
| 110 | La mort d'Urà i Neptú? Apareixen els talismans Uranusu-tachi no shi? Tarisuman shutsugen (ウラヌス達の死 タリスマン出現)                                 | 15 d'octubre de 1994   | 7 de març de 2002          |
| L'Eugeal, que ara ja coneix la identitat de la Haruka i la Michiru, els ha comunicat que per fi ha localitzat el posseïdor d'un dels talismans i els ha proposat de continuar treballant juntes. Tot plegat és una trampa de l'Eugeal, que està convençuda que els talismans són al cor de les dues marineres. Seran a temps de salvar-les, la Bunny i companyia?                                                        | |                        |                            |
| 111 | El Sant Grial, la segona transformació de la Marinera Lluna Seihai no shinpina chikara! Mūn nidan henshin (聖杯の神秘な力! ムーン二段変身)               | 22 d'octubre de 1994   | 8 de març de 2002          |
| La perversa Eugeal ha parat una trampa a la Urà i la Neptú, i ha trobat els talismans a l'interior dels seus cors purs. Mentre la Bunny intenta aturar-la, apareix la Setsuna Meioh, es transforma en la Marinera Plutó i confessa que té el tercer talismà, la qual cosa fa aparèixer el Sant Grial, l'objecte que pot portar el món a la pau o bé a la destrucció total.                                               | |                        |                            |
| 112 | Qui és l'autèntic Messies? La llum i la foscor Shin no kyūseishu wa dare? Hikari to kage no kaosu (真の救世主は誰?光と影のカオス)                        | 5 de novembre de 1994  | 11 de març de 2002         |
| Ara que ha aparegut el Messies del Silenci, el doctor Tomoe té la missió de robar tants cors purs com pugui als humans per convertir-los en energia del despertar. La primera víctima de la Mimet, una de les bruixes, serà en Yosaku, un actor que avui està amb les Marineres. Avui, la Chibiusa també coneixerà l'Hotaru, la filla del doctor Tomoe.                                                                  | |                        |                            |
| 113 | El secret de l'Hotaru Yōki tadayou ie! Bishōjo Hotaru no himitsu (妖気漂う家!美少女ほたるの秘密)                                                         | 12 de novembre de 1994 | 12 de març de 2002         |
| Les tres guerreres del sistema solar exterior, dotades amb un poder molt més fort que el de les Marineres Guerreres, es presenten davant d'en Mamoru per explicar-li la seva missió: eliminar els Espectres de la Mort. D'altra banda, la Chibiusa està molt emocionada amb la seva nova amistat, l'Hotaru Tomoe, que sembla que és la Gran Messies del Silenci.                                                         | |                        |                            |
| 114 | La Mimet ho té molt difícil Aidoru daisuki! Nayameru Mimetto (アイドル大好き!悩めるミメット)                                                             | 19 de novembre de 1994 | 13 de març de 2002         |
| La Jinta Araki, cantant i actriu molt famosa, ha decidit triar entre les seves fans la noia que farà de protagonista de la seva pròxima pel·lícula. Tant la Minako com la Mimet es presentaran a les proves de selecció! La Mimet, abans de quedar-se fora de les escollides, intentarà robar el cor pur de la Jinta pel Messies del Silenci, que cada cop està més impacient.                                           | |                        |                            |
| 115 | L'ombra del silenci Chinmoku no kage!? Awaki Hotaru hi no yurameki (沈黙の影!?あわき蛍火のゆらめき)                                                      | 26 de novembre de 1994 | 18 de març de 2002         |
| La Setsuna recorda a la Haruka que la Petita Dama, la Chibiusa, és la successora natural del tron del Mil·lenni de Plata, i que cal trobar el Messies del Silenci per evitar que reneixi. L'Hotaru, que ha tingut un desmai després de barallar-se amb la Kaorina, comença a recordar la seva infància i comenta a la Chibiusa que potser val més que no es tornin a veure mai més.                                      | |                        |                            |
| 116 | Després d'una tempesta Arashi nochi hare! Hotaru ni sasageru yūjō (嵐のち晴れ!ほたるに捧げる友情)                                                        | 3 de desembre de 1994  | 19 de març de 2002         |
| L'Haruka fa temps que té un mal pressentiment i ha avisat la Chibiusa que no s'acosti a l'Hotaru, perquè creu que podria estar relacionada amb els Espectres de la Mort i nota la presència del mal. Tot i així, la Chibiusa avui ha convidat l'Hotaru a anar a un pícnic on es trobaran amb el senyor Kurebayashi, un botànic amic d'en Mamoru, que és la pròxima víctima de la Mimet.                                  | |                        |                            |
| 117 | Animadores Yori takaku yori tsuyoku! Usagi no ōen (より高くより強く!うさぎの応援)                                                                        | 10 de desembre de 1994 | 20 de març de 2002         |
| Mentre continua la lluita contra els invasors que venen del sistema solar exterior, la Mimet ha trobat el seu pròxim objectiu, un jove atleta que es diu Shun Hayase i que, casualment, és l'amor platònic de l'Hotaru. Ella li ha escrit una carta d'amor i ha decidit que l'hi donarà personalment. Abans, però, la Mimet li robarà el cor pur per convertir-lo en energia del despertar del Messies del Silenci.      | |                        |                            |
| 118 | L'espai alterat Makū no tatakai! Sērā Senshi no kake (魔空の戦い!セーラー戦士の賭け)                                                                     | 17 de desembre de 1994 | 21 de març de 2002         |
| La Mimet ha fet servir un altre Demoníac per transportar l'Hotaru i la Chibiusa a una altra dimensió, l'espai alterat. Es tracta d'un Demoníac que és un gran jugador i que els proposa un joc amb una juguesca que els podria costar la vida! D'altra banda, el doctor Tomoe està convençut que les Marineres Guerreres han descobert la seva identitat.                                                                | |                        |                            |
| 119 | El destí de les estrelles Chinmoku no Meshia kakusei? Unmei no hoshiboshi (沈黙のメシアの覚せい?運命の星々)                                              | 24 de desembre de 1994 | 22 de març de 2002         |
| Les visions de la Ray confirmen que el Silenci es continua acostant, a poc a poc, però sense aturar-se. Les Marineres Guerreres del sistema solar exterior cada cop són més conscients del poder misteriós de l'Hotaru Tomoe i continuen buscant el Messies, conscients que si el mal desperta el portador del Sant Grial, el Messies del Silenci dominarà el món. Avui la Chibiusa i l'Hotaru visiten el nou planetari! | |                        |                            |
| 120 | El misteri de l'escola de Mugen Ijigen kara no shinryaku! Mugen Gakuen no nazo (異次元からの侵略!無限学園の謎)                                           | 7 de gener de 1995     | 25 de març de 2002         |
| La Chibiusa se'n va a casa de l'Hotaru i descobreix que ha desaparegut. Allà es troba amb la Setsuna i decideixen anar a buscar pistes a l'Escola de Mugen, l'escola d'elit per alumnes superdotats que dirigeix el doctor Tomoe. L'Haruka, la Michiru i la Setsuna cada cop estan més convençudes que l'Hotaru és la Guerrera de la Destrucció.                                                                         | |                        |                            |
| 121 | El monstre de la planta Kokoro wo ubau yōka! Daisan no majō Teruru (心を奪う妖花!第三の魔女テルル)                                                       | 14 de gener de 1995    | 26 de març de 2002         |
| La Bunny continua convençuda que l'Hotaru no és una nena dolenta i demana a les Marineres Urà, Neptú i Plutó que s'uneixin per buscar una solució plegades. Elles, en canvi, segueixen obsessionades a destruir el Messies del Silenci. El nou pla de la Telulu, la bruixa de confiança del doctor Tomoe, és robar cors purs a través de les plantes.                                                                    | |                        |                            |
| 122 | Creiem en l'amor Ai wo shinjite! Ami, kokoro yasashiki Senshi (愛を信じて!亜美心優しき戦士)                                                              | 21 de gener de 1995    | 27 de març de 2002         |
| Davant de la desaparició de l'Hotaru, les noies decideixen investigar més a fons l'Escola de Mugen, aprofitant que és la que organitza el pròxim tribunal d'exàmens. D'altra banda, la nova bruixa de confiança del doctor Tomoe, la Byruit, té una nova estratègia per recollir una quantitat enorme de cors purs d'un sol cop i, d'aquesta manera, despertar el Messies del Silenci.                                   | |                        |                            |
| 123 | El desvetllament Hametsu no kage! Chinmoku no Meshia no mezame (破滅の影!沈黙のメシアの目覚め)                                                           | 28 de gener de 1995    | 28 de març de 2002         |
| La Cyprin i la Petirol, les últimes bruixes de les Cinc Germanes Fetilleres, han fet que tots els alumnes de l'Escola de Mugen es reuneixin per recollir tots els seus cors i despertar el Messies del Silenci, que es confirma que és l'Hotaru. Mentrestant, la Kaorina, molt gelosa, intentarà robar el cor pur de la Chibiusa. Hi ha cap més manera de salvar els humans que no sigui eliminant l'Hotaru?             | |                        |                            |
| 124 | El terror del silenci Semari kuru yami no kyōfu! Kusen no Hassenshi (迫り来る闇の恐怖!苦戦の8戦士)                                                       | 4 de febrer de 1995    | 29 de març de 2002         |
| Les Marineres Guerreres continuen fent el possible per salvar la vida de la Chibiusa i per protegir l'Hotaru. Ha arribat el moment de la batalla decisiva. Ningú no pot aturar el Silenci, que ja s'acosta. Aviat la llum de l'Obscuritat farà lluir la Nebulosa Tau i guiarà el Faraó Noranta fins a la Terra, que quedarà coberta pel Silenci.                                                                         | |                        |                            |
| 125 | El Messies Kagayaku ryūsei! Satān soshite kyūseishu (輝く流星!サターンそして救世主)                                                                      | 11 de febrer de 1995   | 1 d'abril de 2002          |
| Les Marineres Urà i Neptú decideixen atacar l'Hotaru, que té clar que la força poderosa que els arriba a través de la Nebulosa Tau és el Faraó Noranta, el gran Mestre dels Espectres de la Mort i el sobirà del Silenci. La Marinera Saturn decideix sacrificar-se per eliminar el Faraó Noranta, però aviat la Bunny es convertirà en la Súper Marinera Lluna.                                                         | |                        |                            |
| 126 | Nova vida Atarashiki seimei! Unmei no hoshiboshi betsuri no toki (新しき生命!運命の星々別離の時)                                                         | 18 de febrer de 1995   | 2 d'abril de 2002          |
| La Chibiusa es desperta sense saber si l'Hotaru és viva i la Setsuna li explica que en l'Hotaru hi havia dues persones: la Marinera Saturn i la Novena Mestressa dels Espectres de la Mort. D'altra banda, l'Haruka i la Michiru retreuen a la Marinera Lluna que hagi protegit la Marinera Sarurn i la desafien a una batalla.                                                                                          | |                        |                            |
| 127 | El secret de la fermesa Senshi no jikaku! Tsuyosa wa jun na kokoro no naka ni (戦士の自覚!強さは純な心の中に)                                            | 25 de febrer de 1995   | 3 d'abril de 2002          |
| L'Haruka i la Michiru han complert amb la seva missió de descobrir l'autèntic Messies i de salvar la Terra. D'altra banda, la Chibiusa rep una carta del futur on els seus pares li diuen que l'enyoren i li demanen que torni. Després d'una festa de comiat, la Chibiusa se'n va i apareix un nou enemic que les Marineres Guerreres són incapaces de derrotar.                                                        | |                        |                            |

### Sailor Moon SuperS
| # | Títol en català | Data d'estrena al Japó | Data d'estrena a Catalunya |
| --- | --- | ---------------------- | -------------------------- |
| 128 | La trobada fatal Unmei no deai! Pegasasu no mau yoru (運命の出会い!ペガサスの舞う夜)                                      | 4 de març de 1995      | 4 d'abril de 2002          |
| La Chibiusa té un somni d'en Pegàs, que li diu que el seu bosc de cristall està plorant. Més tard, totes les noies se'n van a veure un eclipsi i, a l'interior d'un envelat, hi apareixen la Mestra Zircònia i el seu Trio d'Amazones: l'Ull de Tigre, l'Ull de Peix i l'Ull de Falcó. La seva missió és descobrir la persona que guarda un bell somni, que és, precisament, on s'amaga en Pegàs.              | |                        |                            |
| 129 | El poder d'en Pegàs Supā henshin futatabi! Pegasasu no pawā (スーパー変身再び!ペガサスの力)                               | 11 de març de 1995     | 5 d'abril de 2002          |
| La Mestra Zircònia sap que en Pegàs s'amaga dins d'un bell somni, però encara desconeix que té el poder de transformar la Bunny en Súper Marinera Lluna. Per convertir-se en sobirà del món, només ha de localitzar la persona que té el somni i capturar-lo. La pròxima víctima de l'Ull de Tigre serà la Reika, la nòvia d'en Motoki.                                                                        | |                        |                            |
| 130 | El somni de la mare Mamore haha no yume! Daburu mūn no shin hissatsu waza (守れ母の夢!Wムーンの新必殺技)                  | 18 de març de 1995     | 8 d'abril de 2002          |
| Després dels dos fracassos consecutius de l'Ull de Tigre per localitzar la persona que té el bell somni i capturar en Pegàs, l'Ull de Falcó decideix fer servir paraules dolces per acostar-se a la Ikuko, la mare de la Bunny, que serà la seva pròxima víctima. Per derrotar-lo, la Marinera Lluna i la Marinera Mini Lluna rebran la nova energia d'en Pegàs: el Calillunadoscopi i el Carilló de Cristall. | |                        |                            |
| 131 | La trampa d'en Pegàs Pegasasu wo toraero! Amazon no wana (ペガサスを捕えろ!アマゾンの罠)                                  | 25 de març de 1995     | 9 d'abril de 2002          |
| Després de l'intent de l'Ull de Tigre d'acostar-se a la Naru, la seva pròxima víctima, l'Ull de Falcó treu una carta que tenia amagada a la màniga. Es tracta d'una gàbia que permetrà tancar en Pegàs, que en aquesta dimensió no existeix en substància. Per fer que aparegui, faran servir la Naru d'esquer, convençuts que és una noia que guarda un bell somni.                                           | |                        |                            |
| 132 | La millor parella, en Mamoru i la Saori Oniai no futari! Usagi to Mamoru no ai (お似合いの二人!うさぎと衛の愛)            | 15 d'abril de 1995     | 10 d'abril de 2002         |
| La Saori i en Kobayashi, companys de classe d'en Mamoru, l'han anat a veure per aclarir uns quants temes d'amor. La Saori està enamorada d'en Mamoru, i en Kobayashi de la Saori, que avui s'ha convertit en la víctima del Trio Amazones. Serà capaç la Saori, que vol ser la futura cap de la Policia del Japó, de competir amb la Bunny, la noia que protegeix la pau del món?!                             | |                        |                            |
| 133 | Molt soroll per un gatet Arutemisu no uwaki? Nazo no koneko tōjō (アルテミスの浮気?謎の子猫登場)                          | 29 d'abril de 1995     | 11 d'abril de 2002         |
| Arran de l'aparició de la Diana, una gateta que diu que l'Àrtemis és el seu pare, la Lluna està més gelosa que mai. Pot ser que sigui veritat que ve del futur i que és la futura filla de la Lluna i de l'Àrtemis?! Per acabar-ho d'adobar, avui la víctima del Trio Amazones és una monja molt guapa que la Lluna també està convençuda que té una història d'amor amb l'Àrtemis.                            | |                        |                            |
| 134 | La Makoto fa de consellera Makoto no yūjō! Tenba ni akogareta shōjo (まことの友情!天馬に憧れた少女)                       | 13 de maig de 1995     | 12 d'abril de 2002         |
| La Makoto va ser companya de classe i va animar a escriure la Tomoko Takase, l'autora de la novel·la que actualment està més de moda i que es diu "En Pegàs sota la Lluna". La Bunny i la Chibiusa l'han convençuda d'anar-la a veure per recordar vells temps i per demanar-li un autògraf, sense saber, és clar, que és la pròxima víctima del Trio Amazones.                                                | |                        |                            |
| 135 | De cor a cor Fureau kokoro! Chibiusa to Pegasasu (触れ合う心!ちびうさとペガサス)                                          | 20 de maig de 1995     | 15 d'abril de 2002         |
| Tenint en compte que en Pegàs no és altra cosa que una ombra d'aquest món, l'Ull de Tigre ha invocat en Hebihanabiko, un monstre capaç de ficar-se dins del cor dels humans a través de l'ombra de les seves pertinences. La seva víctima serà la professora de dibuix de la Chibiusa, que reconeix que té molts problemes per avenir-se amb la canalla.                                                       | |                        |                            |
| 136 | El passat de la Ray Mamoru wo mamore! Ninja Usagi no Yakimochi (衛を守れ! 忍者うさぎのヤキモチ)                           | 27 de maig de 1995     | 16 d'abril de 2002         |
| La Ray, sense voler, ha provocat un incendi a casa d'en Mamoru i han decidit que s'estarà una temporada al temple d'Hikawa, on viuen ella i el seu avi. A la Bunny no li ha fet gaire gràcia, i menys quan ha sabut que en Mamoru i la Ray havien sigut nòvios! Precisament, avui la víctima de l'Ull de Tigre és la mateixa Ray, que haurà de confiar en el poder d'en Pegàs per salvar la vida.              | |                        |                            |
| 137 | La falsa fada Ayakashi no mori! Utsukushiki yōsei no izanai (あやかしの森!美しき妖精の誘い)                               | 3 de juny de 1995      | 17 d'abril de 2002         |
| La Chibiusa s'ha quedat parada quan ha vist els dibuixos d'en Kitikata, que estan inspirats en els somnis que té. En Pegàs també li ha confirmat que les flors i les fades que dibuixa són iguals que les deu seu món, que haurien de ser invisibles als humans. L'Ull de Peix intentarà fer-se passar per una fada per acostar en Kitikata i localitzar en Pegàs dins del seu bell somni.                     | |                        |                            |
| 138 | Correm cap al cel! Tengoku made hashire! Yume no kuruma ni kakeru ai (天国まで走れ! 夢の車にかける愛)                     | 10 de juny de 1995     | 18 d'abril de 2002         |
| En Mamoru és molt amic de la Natsumi, una jove viuda que té el somni d'arreglar un cotxe clàssic al taller que van obrir amb el seu marit, abans que es morís. L'Ull de Falcó l'ha triat com a víctima, convençut que en Pegàs s'amaga dins del seu bell somni, i ha decidit fer-se passar per un client que s'assembla molt al seu difunt marit amb l'objectiu d'atacar-la.                                   | |                        |                            |
| 139 | El somni d'una jove espadatxina Mezase Nippon ichi! Bishōjo kenshi no nayami" (目指せ日本一!美少女剣士の悩み)             | 17 de juny de 1995     | 19 d'abril de 2002         |
| La Chibiusa s'ha fet amiga de la Miharu, una nena que té el somni de convertir-se en la millor espadatxina del món, i l'ha acollit a casa seva. L'Ull de Tigre, convençut que en Pegàs s'amaga dins del bell somni de la Miharu, s'ha fet passar per una gran mestra i l'ha acceptat com a deixeble, amb la condició que ha de fer tot el que li digui. La pobra Miharu ha ben caigut a la trampa.             | |                        |                            |
| 140 | La moda de somni Mini ga daisuki! Oshare na Senshitachi (ミニが大好き!おしゃれな戦士達)                                   | 1 de juliol de 1995    | 22 d'abril de 2002         |
| En Yoshiki Usui, el dissenyador de moda més famós de l'actualitat, està decidit a representar el món dels somnis que tenen les noies a través de la moda, però li falta inspiració. L'Ull de Peix, que l'ha vist com la seva pròxima víctima, ha decidit fer-se passar per model i convertir-se en la seva musa per poder localitzar en Pegàs dins del seu bell somni.                                         | |                        |                            |
| 141 | Tempesta d'amor Koi no arashi! Minako no futamata daisakusen (恋の嵐!美奈子のフタマタ大作戦)                              | 8 de juliol de 1995    | 23 d'abril de 2002         |
| La Minako està més feliç que mai, perquè està sortint amb dos nois a la vegada, en Torashima i en Takano, que resulta que són l'Ull de Falcó i l'Ull de Tigre, que estan convençuts que en Pegàs s'amaga dins del bell somni de la Minako i han fet una juguesca per veure qui és el que té més habilitats per seduir-la. El que perdi se n'haurà d'anar per sempre.                                           | |                        |                            |
| 142 | La millor recepta Himitsu no yakata! Ai no menyū wo anata ni (秘密の館!愛のメニューを貴方に)                              | 15 de juliol de 1995   | 24 d'abril de 2002         |
| En Mamoru s'ha trobat amb una dona gran molt estranya i coneguda per la seva antipatia, que fa vint anys va compartir un somni amb l'Ono, un dels millors xefs del món de cuina francesa. La Diana decideix seguir-la fins a casa seva, per saber-ne més coses, però no és pas l'única: l'Ull de Falcó també l'ha triada com la seva pròxima víctima.                                                          | |                        |                            |
| 143 | Confiança Pegasasu wo shinjiru toki! Yon Senshi no supā henshin (天馬を信じる時!4戦士の超変身)                            | 22 de juliol de 1995   | 25 d'abril de 2002         |
| En Robert, un noi que té el somni de convertir-se en un gran jugador de futbol, ha demanat a la Chibiusa per sortir. Precisament, l'Ull de Tigre ha triat en Robert com a pròxima víctima i ben aviat l'atacarà. El qui també s'està dedicant a atacar gent de manera indiscriminada és en Pegàs, que podria perdre la confiança de les Marineres Guerreres.                                                   | |                        |                            |
| 144 | Somni d'estiu Kirameku natsu no hi! Shiokaze no shōjo Ami (きらめく夏の日!潮風の少女亜美)                                 | 12 d'agost de 1995     | 26 d'abril de 2002         |
| En Shingo, el germà petit de la Bunny, està enamorat de l'Ami i l'ha convidat a anar a passar el dia a la platja. Ella li ha confessat que, a més del somni de ser metge, també li agradaria conèixer un príncep encantador i tenir una família molt gran. L'Ull de Tigre ha triat l'Ami com a pròxima víctima, però abans s'haurà de desfer d'en Shingo.                                                      | |                        |                            |
| 145 | Étoile Purima wo nerae! Usagi no barei (プリマをねらえ!うさぎのバレエ)                                                    | 19 d'agost de 1995     | 29 d'abril de 2002         |
| La Bunny i la Chibiusa s'han fet d'una companyia de ballet i es presentaran a les proves per participar en la representació de Giselle, que va morir traïda pel seu enamorat. L'Ull de Peix també va darrere del paper de protagonista, sempre amb els ulls posats a la Kiriko, una noia que n'està molt, del mestre de ballet, i que també té el somni d'arribar a ser com la Giselle.                        | |                        |                            |
| 146 | El somni de la princesa Jūbangai no kyūjitsu! Mujaki na ōjosama (十番街の休日!無邪気な王女様)                             | 26 d'agost de 1995     | 30 d'abril de 2002         |
| La Princesa Robina, del Regne Ametista, que està de visita al país de les Marineres Guerreres, ha decidit sortir tota sola de l'hotel amb el somni de convertir-se en una persona lliure. L'Ull de Falcó, convençut que en Pegàs s'amaga dins del bell somni de la princesa, ha decidit atacar-la, sense saber que s'han fet molt amigues amb la Bunny i la Chibiusa.                                          | |                        |                            |
| 147 | El ball Unmei no pātonā? Makoto no junjō (運命のパートナー?まことの純情)                                                  | 2 de setembre de 1995  | 1 de maig de 2002          |
| L'Ull de Tigre, cada cop més pressionat per la Mestra Zircònia, ha decidit passar a l'acció atacant tot un grup de noies al ball del campus, però ha acabat ballant amb la Makoto, tot i que no era a la llista, i ella se n'ha enamorat a primera vista. El somni de la Makoto era posar-se un vestit de festa i enamorar-se d'un príncep encantador: un bell somni on hi podria haver en Pegàs!              | |                        |                            |
| 148 | L'ombra del mal Kyoaku no kage! Oitsumerareta torio (巨悪の影!追いつめられたトリオ)                                       | 23 de setembre de 1995 | 2 de maig de 2002          |
| La reina Nehelència ha avisat el Trio d'Amazones que si tornen a fracassar, la màgia amb què els va tocar desapareixerà fins al pròxim quart creixent i tornaran als seus autèntics éssers. L'Ull de Peix, que ara sap que no és humana i que no té bells somnis, intentarà fer que en Mamoru s'enamori d'ella i s'aparti de la Bunny.                                                                         | |                        |                            |
| 149 | L'escena final del Trio d'Amazones Yume no kagami! Amazon saigo no sutēji (夢の鏡!アマゾン最後のステージ)                 | 21 d'octubre de 1995   | 3 de maig de 2002          |
| L'Ull de Peix, després de saber que el Trio d'Amazones no són humans i que sense la banya d'en Pegàs la seva màgia desapareixerà, també ha descobert que la Bunny és la Marinera Lluna i que la Chibiusa és l'amfitriona d'en Pegàs. La Mestra Zircònia, després de saber-ho tot, ha enviat l'Ull de Falcó a atacar la Chibiusa i l'Ull de Tigre a tenir cura de l'Ull de Peix.                                | |                        |                            |
| 150 | Malsons en el mirall Amazonesu! Kagami no ura kara kita akumu (アマゾネス!鏡の裏から来た悪夢)                             | 28 d'octubre de 1995   | 6 de maig de 2002          |
| La Reina Nehelència explica a la Mestra Zircònia que el mirall del somni de l'amfitriona d'en Pegàs brilla com l'or quan reflecteix el Cristall d'Or, i que ha de buscar la persona que posseeix el mirall daurat dels somnis fent servir les quatre nenes. El circ de la Lluna Morta ha tornat a la ciutat i aviat també apareixeran el Quartet d'Amazones!                                                   | |                        |                            |
| 151 | La melodia del cor de l'Ami Shin no pawā bakuhatsu! Ami kokoro no shirabe (真のパワー爆発!亜美心のしらべ)                 | 4 de novembre de 1995  | 7 de maig de 2002          |
| Mentre l'Artemis explica a les noies les noves estratègies que cal seguir per fer front al nou enemic, la Minako, la Makoto i la Bunny descobreixen que l'Ami ha escrit una lletra per a una cançó d'un compositor que aviat es convertirà en la pròxima víctima del Quartet d'Amazones. Avui, l'Ami també descobrirà el seu nou poder del Cristall de Mercuri!                                                | |                        |                            |
| 152 | La passió que encenen els somnis Honō no jōnetsu! Māzu ikari no chōhissatsu waza (炎の情熱!マーズ怒りの超必殺技)          | 11 de novembre de 1995 | 8 de maig de 2002          |
| La revista Ran-ran ha fet una entrevista a la Ray, l'ha convertit en una estrella mediàtica i el centre d'Hikawa s'ha fet famós per tot el país. Aviat, però, apareixerà la Nanako, una nena que vol ser tan elegant i misteriosa com la Ray i que s'ha convertit en la pròxima víctima del Quartet d'Amazones. Segons la Zircònia, la Nanako és la persona que té el mirall daurat.                           | |                        |                            |
| 153 | La terrible clínica dental Kyōfu no haishasan? Parapara no yakata (恐怖の歯医者さん?パラパラの館)                         | 18 de novembre de 1995 | 9 de maig de 2002          |
| Davant de la insistència de la reina Nehelènia per trobar el mirall daurat i el Cristall d'Or d'en Pegàs, la Parapara, del Quartet d'Amazones, ha preparat un pla perquè tots els nens i nenes de la ciutat tinguin mal de queixal i hagin d'anar a la seva clínica dental. Les últimes pacients del dia seran la Bunny i la Chibiusa, possibles portadores del mirall dels bells somnis.                      | |                        |                            |
| 154 | La Marinera Venus contra la Marinera Júpiter Yume taiketsu! Minako to Makoto zekkō sengen (夢対決!美奈子とまこと絶交宣言) | 25 de novembre de 1995 | 10 de maig de 2002         |
| El senyor Honjo, el director d'escola més jove i més ben plantat que han conegut mai la Minako i la Makoto, els ha robat el cor a totes dues a primera vista. El que no saben és que és el pròxim objectiu que ha triat el Zircó de la Mestra Zircònia perquè el capturi la Selesele amb el seu monstre, el terrible Insomne! Seran capaces de lluitar plegades, la Minako i la Makoto?                        | |                        |                            |
| 155 | Saltar cap a la llibertat Kyōfu wo koete! Jiyū he no jampu (恐怖を越えて!自由へのジャンプ)                                | 2 de desembre de 1995  | 13 de maig de 2002         |
| A l'escola de la Chibiusa han organitzat una trobada esportiva amb una cursa d'obstacles on s'ha de saltar un plint, un exercici que ni la Chibiusa ni en Kyusuke, un company seu de classe, són capaços de fer. Aquesta vegada la Junjun serà l'encarregada d'atacar la pròxima víctima de la Zircònia, que és ni més ni menys que en Kyusuke!                                                                | |                        |                            |
| 156 | El mirall de la veritat Yume wo miushinawanaide! Shinjitsu wo utsusu kagami (夢を見失わないで!真実を映す鏡)               | 9 de desembre de 1995  | 14 de maig de 2002         |
| En Kamoi, un pintor que somia que perdurin les seves obres, ha fet un retrat de la Bunny que ha deixat totes les marineres bocabadades. En Pegàs explica a la Chibiusa que el mirall sempre reflecteix la veritat, però que hi ha moltes persones que no la saben veure, com ara la Selesele, que té l'encàrrec buscar en Kamoi, el pròxim objectiu de la Zircònia, per robar-li el mirall daurat.             | |                        |                            |
| 157 | L'amistat en perill Pegasasu ga kieta!? Yure ugoku yūjō (ペガサスが消えた!?ゆれ動く友情)                                  | 16 de desembre de 1995 | 15 de maig de 2002         |
| La Chibiusa comença a tenir dubtes de la seva amistat amb en Pegàs, perquè s'adona que no sap res de la seva vida, però ell li diu que només es podrà quedar amb ella si hi confia plenament. Avui l'objectiu de la Zircònia és l'Hiroki, un nen que té el somni de construir un avió per poder volar lliure pel cel, com en Pegàs, que no pot fer-ho perquè viu en el món dels somnis.                        | |                        |                            |
| 158 | El secret d'en Pegàs Pegasasu no himitsu! Yume sekai wo mamoru bishōnen (天馬の秘密!夢世界を守る美少年)                   | 23 de desembre de 1995 | 16 de maig de 2002         |
| La Parapara ha fet realitat els somnis de la Chibiusa, que ara té cos de noia gran, i de la Bunny, que s'ha convertit en una nena petita. Més tard, en Pegàs se li apareix en somnis a la Chibiusa per explicar-li que abans vivia a Eleuteó, un món construït amb els bells somnis de les persones de la Terra i que va ser envaït per uns éssers que buscaven el Cristall d'Or.                              | |                        |                            |
| 159 | Petita rapsòdia Chibiusa no chiisana koi no rapusodi (ちびうさの小さな恋のラプソディ)                                     | 13 de gener de 1996    | 17 de maig de 2002         |
| La Bunny ha sentit la Chibiusa en una conversa molt seriosa i ara les noies estan convençudes que està enamorada. En realitat, però, parlava amb en Pegàs, que li explicava que per salvar Eleuteó, el món on viu ell, han de trobar el Cristall d'Or. La que també busca el Cristall d'Or és la reina Nehelènia, que ja ha confirmat a la Zircònia que ha atrapat el cos de l'Hèlios.                         | |                        |                            |
| 160 | Quan siguis gran Otona ni naru yume! Amazonesu no tōwaku (大人になる夢!アマゾネスの当惑)                                  | 20 de gener de 1996    | 20 de maig de 2002         |
| La Zircònia ha enviat les Quatre Amazones a la cerimònia de la majoria d'edat que es fa a la sala d'actes de l'ajuntament amb l'objectiu de buscar la persona que guarda un bell somni i el mirall daurat, el que els permetrà arribar fins a en Pegàs. Avui totes les Marineres Guerreres seran a la cerimònia fent un treball de voluntariat, i de feina no els en faltarà!                                  | |                        |                            |
| 161 | En mans de l'enemic Ugoki dashita kyōfu! Yami no joō no mashu (動き出した恐怖!闇の女王の魔手)                             | 27 de gener de 1996    | 21 de maig de 2002         |
| La reina Nehelènia, conscient que la llum que es filtra en el món de les Marineres Guerreres fa esvair tot el seu poder obscur, ha decidit provocar un eclipsi de sol per donar fi ella mateixa als guerrers de la Lluna Blanca i poder regnar per sempre més. Avui les Quatre Amazones revelaran la seva identitat i la Bunny es veurà obligada a fer el mateix.                                              | |                        |                            |
| 162 | El secret de l'envelat del circ Yami no shingenchi Deddo Mūn Sākasu (闇の震源地 デッドムーンサーカス)                     | 3 de febrer de 1996    | 22 de maig de 2002         |
| Mentre el món continua cobert per la foscor de la Lluna Nova provocada per la reina Nehelènia, en Pegàs explica a les marineres que ell és l'Hèlios, el sacerdot d'Eleuteó, guardià dels somnis dels habitants de la Terra, i els entrega el Cristall d'Or, l'únic mitjà que existeix per tornar a desterrar la Lluna Morta cap al món de la obscuritat.                                                       | |                        |                            |
| 163 | El joc de miralls Kagami no meikyū! Toraerareta Chibi Mūn (鏡の迷宮! 捕えられたちびムーン)                                | 10 de febrer de 1996   | 23 de maig de 2002         |
| La Zircònia per fi ha trobat l'amfitriona d'en Pegàs, la que guarda el mirall daurat, que és la Chibiusa, i l'hi ha pogut arrabassar. Per salvar-la, les Marineres Guerreres entren a l'envelat del circ, on hi troben una sala plena de miralls que les començaran a manipular, fent servir els seus somnis més preuats. Per salvar en Pegàs, la Chibiusa es podria veure obligada a sacrificar la seva vida. | |                        |                            |
| 164 | El cristall d'or Gōruden Kurisutaru shutsugen! Neherenia no maryoku (黄金水晶出現!ネヘレニアの魔力)                       | 17 de febrer de 1996   | 24 de maig de 2002         |
| Després de trair les Quatre Amazones, la reina Nehelènia amenaça l'Hèlios que, si no torna cap al seu ésser, trencarà el mirall de la Chibiusa i ella morirà. Per fi la reina de la Lluna Morta podrà tenir el Cristall d'Or i conquerir tot l'univers. Però les Marineres Guerreres, que ara tenen les Amazones d'aliades, encara no ho han dit tot.                                                          | |                        |                            |
| 165 | El poder del cristall Kurisutaru kagayaku toki! Utsukushiki yume no chikara (クリスタル輝く時!美しき夢の力)               | 24 de febrer de 1996   | 27 de maig de 2002         |
| La reina Nehelènia finalment ha sortit i s'ha convertit en l'ésser més poderós del món sencer i de tot l'univers, però les Marineres Guerreres es neguen a rendir-se. Mentre la Marinera Lluna defensa la Chibiusa, en Mamoru, en somnis, intenta convèncer en Pegàs que la Lluna Morta no podrà privar les persones de la seva capacitat de somiar.                                                           | |                        |                            |
| 166 | Somnis per sempre Yume yo itsumademo! Hikari, ten ni michite (夢よいつまでも!光, 天に満ちて)                              | 2 de març de 1996      | 28 de maig de 2002         |
| La Chibiusa té clar que s'han d'aferrar a la capacitat de somiar per protegir el món i convenç totes les persones que diguin amb ella les paraules "Poder de la crisi de la Lluna". Si el Cristall d'Or torna a tenir vida i respon als somnis de les persones, la reina Nehelènia haurà de tornar tota sola al món de l'obscuritat i les Marineres Guerreres hauran vençut.                                   | |                        |                            |

### Sailor Moon Sailor Stars
| # | Títol en català | Data d'estrena al Japó | Data d'estrena a Catalunya |
| --- | --- | ---------------------- | -------------------------- |
| 167 | La reina Nehelènia es torna a alçar Akumu hana wo chirasu toki! Yami no Joō fukkatsu (悪夢花を散らす時!闇の女王復活)                                     | 9 de març de 1996      | 29 de maig de 2002         |
| Mentre la Bunny i les seves companyes es preparen per anar a la universitat, la Chibiusa es disposa a tornar al segle XXX, però quan arriba el moment, es crea una gran distorsió en l'espai que fa que la reina Nehelènia pugui sortir del mirall on estava atrapada. Les marineres Plutó, Urà i Neptú de seguida s'adonen que estan destinades a lluitar per sempre.                                    | |                        |                            |
| 168 | La nova crisi Satān no mezame! Sērā jũ Senshi shūketsu (サターンの目覚め!S10戦士集結)                                                                    | 23 de març de 1996     | 30 de maig de 2002         |
| Després de l'alliberament de la reina Nehelènia i l'aparició dels Esperits Malignes, l'Hotaru adverteix que la foscor s'acosta i que la princesa i les Marineres aviat estaran en perill. D'altra banda, en Mamoru continua estant molt estrany per culpa del tros de mirall que li va entrar a l'ull i el podria estar manipulant la pròpia reina Nehelènia.                                             | |                        |                            |
| 169 | El primer atac Noroi no makyō! Akumu ni torawareta Mamoru (呪いの魔鏡!悪夢にとらわれた衛)                                                                | 13 d'abril de 1996     | 31 de maig de 2002         |
| Les Marineres s'adonen que la malaltia que afecta la majoria de nois, i sobretot noies de Tòquio, la provoquen els Esperits Malignes de la reina Nehelènia i descobreixen que s'agafa a través dels miralls. La Bunny, després de saber per què es va convertir en Eterna Marinera Lluna, es presenta amb les altres Marineres al palau de la reina, que els dona una sorpresa amb en Mamoru.             | |                        |                            |
| 170 | Les Guerreres tenen problemes Unmei no ichiya! Sērā Senshi no kunan (運命の一夜!セーラー戦士の苦難)                                                      | 20 d'abril de 1996     | 3 de juny de 2002          |
| Després de l'alliberament de la reina Nehelènia i l'aparició dels Esperits Malignes, l'Hotaru adverteix que la foscor s'acosta i que la princesa i les Marineres aviat estaran en perill. D'altra banda, en Mamoru continua estant molt estrany per culpa del tros de mirall que li va entrar a l'ull i el podria estar manipulant la pròpia reina Nehelènia.                                             | |                        |                            |
| 171 | Batalles sense fi Ai yue ni! Hateshinaki makai no tatakai (愛ゆえに! 果てしなき魔界の戦い)                                                               | 27 d'abril de 1996     | 4 de juny de 2002          |
| Després d'haver atrapat la Bunny en un dels seus malsons, la reina Nehelènia fa el mateix amb les Marineres Neptú i Mart. Les Marineres Venus i Plutó també intenten rescatar la princesa, però la primera que la troba és la Makoto, que arriscarà la vida per salvar-la. Mentrestant, la Bunny, dins del malson, comença a oblidar-se d'en Mamoru.                                                      | |                        |                            |
| 172 | El final d'un malson Ai no mūnpawā akumu no owaru toki (愛のムーンパワー 悪夢の終わる時)                                                                 | 4 de maig de 1996      | 5 de juny de 2002          |
| La Chibiusa, mentre intenta despertar en Mamoru, continua desapareixent lentament. L'Hotaru, que veu que la reina està totalment posseïda pels somnis malèvols, decideix fer servir el poder de destrucció per acabar amb ella. Més tard, la Bunny arriba al palau i sap que té fins a l'aurora per evitar que el seu estimat príncep no es desperti mai més.                                             | |                        |                            |
| 173 | El nou enfrontament Wakare to no deai! Unmei no shinshin no ruten (別れとの出会い! 運命の星々の流転)                                                     | 11 de maig de 1996     | 6 de juny de 2002          |
| La Bunny està molt trista perquè en Mamoru se n'anirà una temporada llarga a estudiar als Estats Units, però abans de marxar, ell li regala una cosa que la fa molt feliç. Més tard, la Bunny coneix en Seiya, un cantant molt famós que amaga un secret molt ben guardat. També apareix Galàxia la Gran, que fa que la Marinera Rata de Ferro ataqui l'Alícia Itsugi.                                    | |                        |                            |
| 174 | Ídols del campus Gakuen ni fuku arashi! Tenkōsei wa aidoru (学園に吹く嵐!転校生はアイドル)                                                               | 18 de maig de 1996     | 7 de juny de 2002          |
| En Yaten, en Seiya i en Taiki, que formen el grup de Les Tres Llums, han arribat a estudiar a l'escola de la Bunny i companyia, i han revolucionat tot el campus. La Bunny encara no té clar si explicar a les noies que ha aparegut un nou enemic i tres marineres noves. El consell de la Lluna és que tingui paciència i s'esperi a veure què més passa.                                               | |                        |                            |
| 175 | L'ambició de la Minako Aidoru wo mezase! Minako no yabō (アイドルをめざせ!美奈子の野望)                                                                  | 25 de maig de 1996     | 10 de juny de 2002         |
| L'ambició de la Minako l'ha portat a convertir-se en la mànager de Les Tres Llums. Però ho ha fet per treballar en el món de l'espectacle o per trobar nòvio? Mentrestant, la Nezu ha localitzat un nou objectiu per trobar l'autèntica Llavor d'Estrella, que permetrà que Galàxia la Gran pugui conquerir la galàxia sencera. La víctima és la fotògrafa Saki Itabashi.                                 | |                        |                            |
| 176 | Musical d'estrelles Faitā no shōtai! Shōgeki no chōhenshin (ファイターの正体!衝撃の超変身)                                                               | 8 de juny de 1996      | 11 de juny de 2002         |
| En Yaten, en Seiya i en Taiki, que són les Marineres Llum d'Estrella, preparen un musical amb l'Akane Gushiken, una escenògrafa de molt prestigi que la Nezu està convençuda que podria tenir l'autèntica llavor d'estrella. L'èxit del musical està assegurat, i encara més si entra en acció la Lluitadora de les Estrelles!                                                                            | |                        |                            |
| 177 | El cometa Wataru Hoshi ni takusu yume to roman! Taiki no henshin (星に託す夢とロマン!大気の変身)                                                         | 15 de juny de 1996     | 12 de juny de 2002         |
| El pròxim objectiu de la Nezu és el professor Amanogawa, un astròleg que fa quinze anys va descobrir el cometa Wataru, que demà a la nit es veurà des de la Terra. La Nezu està convençuda que és l'autèntic portador de la Llavor d'Estrella, i precisament avui, el professor Amanogawa assisteix a la gravació d'un programa infantil en què participa en Taiki.                                       | |                        |                            |
| 178 | La Lluna ho descobreix Runa wa mita!? Aidoru yozora no sugao (ルナは見た!?アイドル夜天の素顔)                                                            | 22 de juny de 1996     | 13 de juny de 2002         |
| La Lluna, que ara viu amb en Yaten, ha sentit que les Marineres Llum d'Estrella parlaven de la persona que busquen, la dama de tota la galàxia. D'altra banda, la Nezu ha trobat un altre objectiu que podria tenir l'autèntica Llavor d'Estrella. Es tracta de la Noriko Okamachi, una actriu que fa de coprotagonista en una obra amb en Yaten.                                                         | |                        |                            |
| 179 | El geni de la cuina Teki? Mikata? Sutāraitsu to Sērā Senshi (敵?味方?スターライツとS戦士)                                                                | 29 de juny de 1996     | 14 de juny de 2002         |
| La Nezu està convençuda que l'autèntic portador de la Llavor d'Estrella és en Tetsuro Yoshinogawa, que avui ha convidat en Taiki al seu programa de cuina. D'altra banda, les Marineres Llum d'Estrella, que continuen buscant la seva dama, no acaben de tenir clar si la Marinera Lluna i companyia són amigues o enemigues.                                                                            | |                        |                            |
| 180 | Intrusos o amics? Yobiau hoshi no kagayaki! Haruka-tachi sansen (呼び合う星の輝き!はるか達参戦)                                                          | 13 de juliol de 1996   | 17 de juny de 2002         |
| Les Tres Llums actuaran al Festival Internacional de Música amb la Michiru, que ha aconseguit entrades per tothom! També hi tocarà l'Orquestra del Nou Tòquio, dirigida pel grandíssim Garayan, el pròxim objectiu de la Nezu, la Marinera Rata de Ferro, que cada vegada es veu més pressionada per la malèfica Galàxia la Gran.                                                                         | |                        |                            |
| 181 | El final de la Marinera Rata de Ferro Seiya to Usagi no doki-doki dēto (セイヤとうさぎのドキドキデート)                                                  | 20 de juliol de 1996   | 18 de juny de 2002         |
| La Marinera Rata de Ferro sap que té les hores comptades si no aconsegueix l'autèntica Llavor d'Estrelles per Galàxia la Gran. Per això ha decidit apostar fort i atacar un dels membres del grup de Les Tres Llums, en Seiya, que precisament avui ha demanat a la Bunny de passar el dia junts. En Seiya i la Bunny podrien descobrir moltes coses l'un de l'altre.                                     | |                        |                            |
| 182 | Un membre nou a la família Uchū kara no shinryaku! Seirēn hirai (宇宙からの侵略!セイレーン飛来)                                                          | 3 d'agost de 1996      | 19 de juny de 2002         |
| Galàxia la Gran ha ordenat a la Marinera Sirena d'Alumini que reculli les Llavors d'Estrella genuïnes que queden al Sistema Solar amb l'objectiu de convertir-se en l'autèntica sobirana de la galàxia. Mentre la Bunny continua dubtant si les Marineres Llum d'Estrella són amigues o enemigues, apareix la Chibichibi, que segons les noies podria ser la germana de la Chibiusa!                      | |                        |                            |
| 183 | Pànic en un centre d'estiueig Shiryō no sakebi? Kyōfu kyampu no kaijin (死霊の叫び!?恐怖キャンプの怪人)                                                  | 10 d'agost de 1996     | 21 de juny de 2002         |
| Mentre la Bunny i companyia preparen l'estada en un centre d'estiueig, la Marinera Sirena d'Alumini i la Marinera Corb de Plom, les enviades de Galàxia la Gran, decideixen atacar en Kengo Ibuki, un ceramista que és parent de la Ray. Mentrestant, Les Tres Llums estan rodant una pel·lícula a prop i en Seiya decideix fer una broma a les noies disfressant-se de monstre.                          | |                        |                            |
| 184 | Un desastre de nit Futarikiri no yoru! Usagi no pinchi (ふたりきりの夜!うさぎのピンチ)                                                                   | 17 d'agost de 1996     | 24 de juny de 2002         |
| En Seiya passa la nit a casa de la Bunny com el seu guardaespatlles, Seiya està disposat a confessar que és la Marinera Lluitadora de les Estrelles, però les noies decideixen acompanyar-los, s'uneixen en Yaten i Taiki, després arriben Haruka i Michiru, arriben uns de la televisió i entren a la casa, un d'ells és atacat, però la Marinera Lluna salva la situació.                               | |                        |                            |
| 185 | Convenciment Taiki zesshō! Shinjiru kokoro wo uta ni komete (大気絶唱!信じる心を歌にこめて)                                                              | 31 d'agost de 1996     | 25 de juny de 2002         |
| La Misa és una nena que té una malaltia molt greu, que s'està a l'hospital on treballa la mare de l'Ami i que és superfan de Les Tres Llums. La Bunny ha convençut en Taiki perquè la vagi a visitar per animar-la i la Misa li ha fet un dibuix que li podria canviar la vida. Mentrestant, la Marinera Sirena es prepara per atacar el cirurgià que ha d'operar la Misa.                                | |                        |                            |
| 186 | On són els límits? Chibichibi no nazo! Osawagase daitsuiseki (ちびちびの謎!おさわがせ大追跡)                                                             | 7 de setembre de 1996  | 26 de juny de 2002         |
| La Bunny ha descobert que de tant en tant la Chibichibi se'n va a un lloc tota sola i s'adona que, en realitat, en sap molt poques coses, d'ella. Les noies i Les Tres Llums decideixen seguir-la per acabar descobrint que és molt amiga del senyor Kiriyama, el gran magnat que controla des de l'ombra molts cercles financers del país, i el pròxim objectiu de Galàxia la Gran!                      | |                        |                            |
| 187 | El poder de l'estrella refulgent. La primera intervenció de la Chibichibi Kagayaku hoshi no pawā! Chibichibi no henshin (輝く星のパワー! ちびちびの変身) | 14 de setembre de 1996 | 27 de juny de 2002         |
| La Sonoko Ijuin, la fan número 1 de Les Tres Llums, ha desafiat en Seiya i la Bunny a un partit de beisbol durant la Trobada d'Esports de Pilota. Si guanya la Sonoko, en Seiya i la Bunny no es podran continuar veient. Hi ha dos problemes: primer, que la Bunny no en té ni idea, de jugar a beisbol; segon, que la Sonko és el pròxim objectiu de la Marinera Corb!                                  | |                        |                            |
| 188 | Invitació al terror. El vol nocturn de la Bunny Kyōfu e no shōtai! Usagi no yakan hikō (恐怖への招待!うさぎの夜間飛行)                                   | 12 d'octubre de 1996   | 28 de juny de 2002         |
| La Marinera Sirena d'Alumini, que ha descobert que la Bunny és portadora d'una Llavor d'Estrella autèntica, sap que només tindrà una oportunitat per aconseguir-la. Si no l'entrega avui mateix a Galàxia la Gran, és conscient que li espera un final molt tràgic. Per atacar, aprofitarà la preestrena de la pel·lícula de Les Tres Llums, que es fa dalt d'un avió!                                    | |                        |                            |
| 189 | Missió d'amistat: la confrontació de les marineres Shimei to yūjō no hazama! Sērā Senshi-tachi no tairitsu (使命と友情の間!S戦士達の対立)                | 19 d'octubre de 1996   | 1 de juliol de 2002        |
| Per fi la Bunny i companyia han descobert que Les Tres Llums són Marineres Guerreres, i que són noies! A partir d'ara comencen tots els dubtes: què hi han vingut a fer, al Sistema Solar? Qui són, en realitat? El que tampoc saben és que per Les Tres Llums, el millor que pot passar és que la lluita entre la Marinera Lluna i la Galàxia s'endureixi.                                               | |                        |                            |
| 190 | Es revela la veritat: el passat de les Tres Llums Akasareta shinjitsu! Seiya-tachi no kako (明かされた真実!セイヤ達の過去)                               | 26 d'octubre de 1996   | 2 de juliol de 2002        |
| Tot i els conflictes que hi ha entre les marineres, en Seiya decideix explicar-li la veritat a la Bunny a través d'una cançó, enmig d'un concert. Aviat la marinera Lluna sabrà que la malvada Galàxia va destruir el planeta de Les Tres Llums i que la seva última esperança és una princesa que hi ha a la Terra. La missió d'en Seiya, en Taiki i en Yaten és trobar aquesta princesa.                | |                        |                            |
| 191 | Quan la papallona vola: previsió d'una nova onada Hikari no chō ga mau toki! Atarashī nami no yokan (光の蝶が舞う時!新しい波の予感)                      | 9 de novembre de 1996  | 3 de juliol de 2002        |
| En Seiya, en Taiki i en Yaten han notat l'energia de la seva princesa i saben que cada cop hi són més a prop. La Galàxia també és conscient que la seva enemiga està a punt de despertar-se. D'altra banda, l'Ami, la Ray, la Minako i la Makoto s'apunten a un campionat videojocs per poder convèncer en Taiki que la Marinera Lluna no és dolenta.                                                     | |                        |                            |
| 192 | Persegueix el teu somni! Minako, el naixement d'una estrella Yume icchokusen! Aidoru Minako no tanjō!? (夢一直線!アイドル美奈子の誕生)                   | 16 de novembre de 1996 | 4 de juliol de 2002        |
| La Minako ha passat la segona eliminatòria d'un concurs que la pot convertir en una estrella, però encara no té clar si presentar-se a la final, perquè l'agafa en un moment molt dolent. A més dels problemes que tenen amb Les Tres Llums, també els preocupa molt un possible atac del seu enemic, que ara té com a objectiu en Takuya Moroboshi, un productor musical molt famós.                     | |                        |                            |
| 193 | Roben el cristall de plata! Apareix la princesa Luminar Ubawareta ginzuishō! Kakyū Purinsesu shutsugen (うばわれた銀水晶!火球皇女出現)                   | 30 de novembre de 1996 | 5 de juliol de 2002        |
| Mentre Les Tres Llums continuen buscant la seva princesa, la Marinera Corb de Plom descobreix que la Bunny és portadora d'una Llavor d'Estrella Pura i li fa xantatge; l'amenaça que si no l'hi entrega, deixarà anar un forat negre a l'institut que s'empassarà tots els seus companys. La Bunny no té cap altra opció i accedeix a les pressions de la Marinera Corb.                                  | |                        |                            |
| 194 | La gran guerra de la galàxia. La llegenda de les guerreres marineres Ginga no seisen! Sērā Wōzu densetsu (銀河の聖戦 セーラーウォーズ伝説)               | 7 de desembre de 1996  | 8 de juliol de 2002        |
| La princesa Luminar, que està molt agraïda amb la Bunny, decideix parlar de la guerra santa que té lloc a la galàxia des de fa molt de temps i explicar tot el que sap de les Marineres Guerreres i de la Galàxia la Gran, que no té altra intenció que tornar a submergir tota la galàxia en el Caos. Per evitar-ho hauran de trobar el Raig d'Esperança que va deixar la Marinera Guerrera Llegendària. | |                        |                            |
| 195 | Arriba la galàxia Kakyū Purinsesu shōmetsu! Gyarakushia kōrin (火球皇女消滅!ギャラクシア降臨)                                                            | 14 de desembre de 1996 | 9 de juliol de 2002        |
| Mentre la Bunny continua enyorant en Mamoru i no té clar si correspondre a en Seiya, Les Tres Llums anuncien per sorpresa un concert de comiat abans de la seva separació. En aquest últim concert tenen intenció de trobar el Raig d'Esperança abans que la malvada Reina Galàxia arribi al planeta Terra per aniquilar totes les Marineres Guerreres.                                                   | |                        |                            |
| 196 | La batalla final de les Marineres Guerreres Ginga horobiru toki! Sērā Senshi saigo no tatakai (銀河滅びる時!S戦士最後の戦い)                             | 11 de desembre de 1997 | 10 de juliol de 2002       |
| Després de la mort inesperada de la princesa Luminar, les Marineres Llum d'Estrella decideixen venjar-se pel seu compte per acabar amb la Reina Galàxia, que gairebé té tota la galàxia a les seves mans. Les guerreres del sistema solar exterior també decideixen intervenir-hi, i finalment Galàxia la Gran acaba ensenyant la seva col·lecció de Llavors d'Estrella a la Bunny.                       | |                        |                            |
| 197 | La llum de la lluna porta un missatge d'amor Ginga no shihaisha! Gyarakushia no kyōi (銀河の支配者! ギャラクシアの脅威)                                  | 18 de desembre de 1997 | 11 de juliol de 2002       |
| Després d'adonar-se que les Marineres Urà i Neptú són esclaves de la Reina Galàxia, la Bunny també descobreix que la seva enemiga ha pres les llavors d'estrella dels que més s'estima. I encara pitjor, una de les llavors d'estrella que té la Galàxia podria ser la d'en Mamoru! Si la Reina Galàxia aconsegueix totes les llavors, es convertirà en l'Estrella-Galàxia, sobirana de tota la galàxia.  | |                        |                            |
| 198 | Estrelles que desapareixen. El final de la Marinera Urà Kieyuku hoshiboshi! Uranusu-tachi no saigo (消えゆく星々!ウラヌス達の最期)                       | 25 de desembre de 1997 | 12 de juliol de 2002       |
| Després de revelar que tot plegat ha estat una trampa, les Marineres Urà i Neptú decideixen atacar la Reina Galàxia i descobreixen que no té llavor d'estrella. D'altra banda, les Marineres Llum d'Estrella, convençudes que la Bunny és el Raig d'Esperança que va deixar la Marinera Guerrera Llegendària, decideixen lluitar al seu costat per derrotar la Reina Galàxia.                             | |                        |                            |
| 199 | El raig d'esperança. La batalla final de la galàxia Kibō no Hikari! Ginga wo kaketa saishū kessen (希望の光!銀河をかけた最終決戦)                        | 1 de febrer de 1997    | 15 de juliol de 2002       |
| Per fi s'ha sabut que la Marinera Guerrera Llegendària va atrapar el Caos maligne dins del seu cos, però que després es va adonar que no tenia ningú a qui confiar el futur de la galàxia i va decidir protegir-la ella mateixa. La Bunny, convençuda que les Marineres Guerreres encara poden arribar a un acord, decideix posar en perill la seva vida i mostrar la seva Llavor d'Estrella.             | |                        |                            |
| 200 | L'amor de la Bunny: La lluna que il·lumina la galàxia Usagi no ai! Gekkō ginga wo terasu (うさぎの愛!月光銀河を照らす)                                   | 8 de febrer de 1997    | 16 de juliol de 2002       |
| Mentre la Bunny es queda immòbil després d'haver perdut la seva Llavor d'Estrella, la Chibichibi, més trista que mai per la seva mort, fa aparèixer la llum de l'esperança que pot igualar tots els poders de la Marinera Galàxia. Tot seguit, li entrega una espasa a la Marinera Lluna perquè intenti enfrontar-se al Caos i evitar que desaparegui la pau per sempre més.                              | |                        |                            |